# Eloísa
Eloísa, en latín Eloysa, a veces Heloisa o Heloissa, en francés Héloïse, nacida alrededor de 1092 y fallecida en 1164 fue una intelectual de la literatura francesa de la Edad Media, esposa de Pedro Abelardo y primera abadesa del Paraclet. Eloísa era la hija nacida de la escandalosa unión de Hersint de Champagne Dama de Montsoreau (fundadora de la abadía de Fontevraud) con el senescal de Francia Gilbert de Garlande. Es considerada la primera mujer de letras de Occidente cuyo nombre ha llegado hasta nuestros días.
De ella solo nos ha llegado una oración fúnebre de uno de sus poemas pero nada de su música. Aunque ella no escribió novelas propiamente dichas, lo poco que se ha podido unir de las cartas de Abelardo y Eloísa se considera el monumento fundador de la literatura francesa de finales del siglo XIII. Más apasionada y erudita que erótica, esta correspondencia es considerada como precursora de obras epistolares posteriores como las de Madame de La Fayette, Laclos o Rousseau.
La vida de Eloísa fue una de las más novelescas, constituyéndose de este modo en la figura legendaria de la pasión amorosa que sobrepasa el amor cortés, muy popular en aquella época gracias, en parte, al éxito de Tristán e Isolda.

## Biografía
La biografía de Eloísa se basa, al igual que la de Abelardo, en una serie de hipótesis recogidas en manuscritos, algunos hoy en día desaparecidos y discrepa en algunos datos que el mismo Abelardo dio, por lo que no son completamente fiables.

### Un nacimiento escandaloso (~1092-1112)

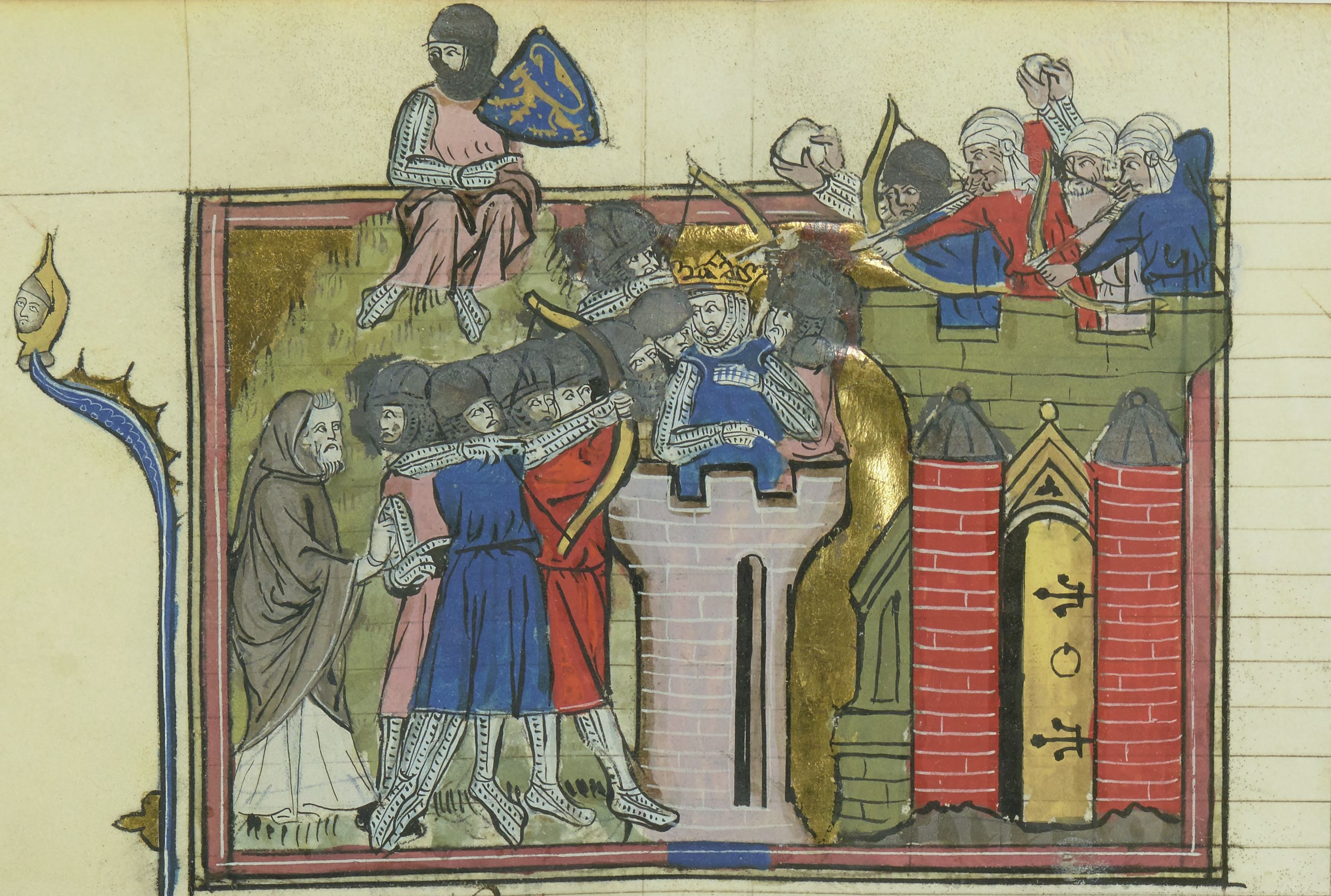
Masacre de Jerusalén en 1099. Como el rey Esteban de Inglaterra había tenido un papel fundamental en su vida, Eloísa pertenece a la generación de los niños nacidos durante la primera cruzada y vive en una época llamada Renacimiento francés del.

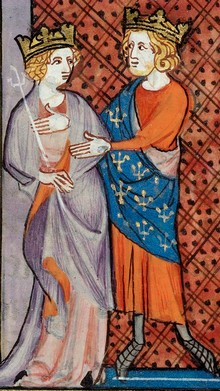
Bertrade y Felipe, ejemplo real de la ética amorosa en la época de Eloísa.

Eloísa es la hija ilegítima de un noble de más alta alcurnia, aliado de los Montmorency. Es probable que su padre fuese el senescal de Francia Gilbert de Garlande o de un tal Juan, hijo de un miembro del séquito de la Dama de Montlhéry, Hodierne de Gometz, que se habría convertido en cura antes de 1096. Eloísa creció rodeada de demoiselles junto a la orden benedictina de Argenteuil, que le instruyeron en la lectura y en la gramática a los siete años.
Su madre, llamada Hersenda, podría ser una de las abadesas que fundaron, entre 1101 y 1115, la Abadía de Fontevrault, huérfana criada por hermanos de una gran familia angevina y convertida, gracias a su segundo matrimonio, en dama de Montsoreau.·, viuda desde 1086, formó parte de la orden antes de 1096, antes de ser denunciada por ser una « caverna de fornicación ».
Su madre confió la educación de la adolescente a uno de sus dos hermanos, Fulberto. Este, a partir de 1102, trabaja en el Hospital de los Pobres de París.

### Génesis de una leyenda (1113-1117)

#### El encuentro de la cancionera con el Maestro (1113)

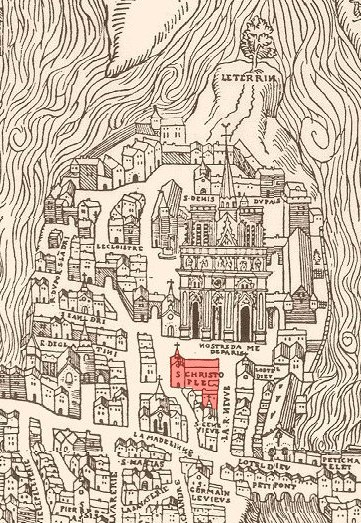
En rojo, la Capilla San Christophe en un plano de París en 1552. El claustro de Notre-Dame, donde se encontraba la escuela de la catedral, está a la izquierda de Notre Dame. En la época de Eloísa, el edificio era una basílica de estilo románico: la Catedral de San Étienne de París, que ocupaba aproximadamente el lugar de la actual Notre Dame. El claustro todavía no recibía ese nombre.

Como canónigo miembro de la catedral San Étienne de París, el tutor de Eloísa acoge bajo el mismo techo que a su ahijada al escolástico Abelardo, al que ya mantenía desde hacía unos años. Abelardo había decidido tomar un año sabático en 1107 y comenzar a enseñar a partir del 1110 en la abadía de Santa Genoveva de París.
Aunque la belleza de Eloísa no era excepcional, su alta estatura·, su rango y su compromiso con los estudios (cosa inaudita para una mujer) además de su audacia le hicieron convertirse en una de las personalidades más importantes de París. Su inteligencia y conocimientos en latín, griego y hebreo y sobre autores antiguos, todavía desconocidos en la enseñanza oficial, llaman la atención.
Abelardo, soltero célebre por su belleza y reconocido por sus compatriotas como el más eminente de los enseñantes de dialéctica, intenta convertirse en el profesor particular de Eloísa con el objetivo de seducirla. Conociendo a los treinta y cuatro años la cumbre de su gloria, Abelardo fue el hijo mayor de un caballero poitevino
Adorado como caballero por las damas que se encontraban alrededor de él, enriquecido por los honorarios que le proporcionan las familias aristocráticas de sus estudiantes (algunas decenas por año) y arruinado por culpa de algunas mujeres, Abelardo es descrito como un seductor seguro de su encanto pero sobrecargado por el trabajo, los viajes a caballo y los quehaceres del poder que le conducirán a una depresión nerviosa (« afflictione correptus infirmitate coactus »).

#### El romance de Eloísa (1113-1115)

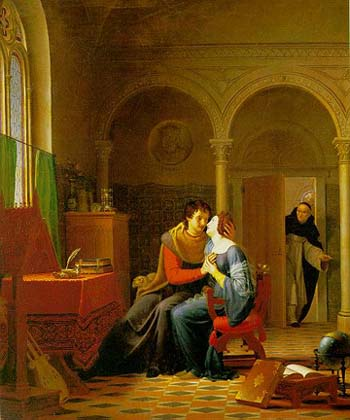
Los amores de Eloísa y Abelardo de Jean Vignaud (1819).

Como un trovador en la corte de Guillermo IX de Aquitania, Abelardo comenzó a hacer de su locura canciones en latín como manera de descanso habitual, cuyas melodías seducían hasta a los más ilustrados y se convirtieron en las canciones más conocidas del momento. Se canta el nombre de Eloísa, creando la leyenda de los amantes antes de la historia.

(...)Frequenti carmine tuam in ore omnium Heloisam ponebas. Me plateae omnes, me domus singulae resonabant
(...)Con tu estribillo exitoso, ponías el nombre de Eloísa en todas las bocas. De mi todas las plazas, de mí cada casa resonaban 

.

Hebet sydus leti visus cordis nubilo
El astro el cual la vista me había alegrado en la bruma de mi corazón.
Primer verso de una canción comparando a « Helois » con Helios. Se cree como autor a Abelardo por su proximidad a los dos primeros versos de un poema que se le atribuye.

Stella polum variat et noctum luna colorat
Sed michi sydus hebet quod me conducere debet.
La estrella gira alrededor del polo y la luna cloriea la noche
Pero mi astro palidece, aquel que debía guiarme

#### La invención del amor femenino (1114-1115)

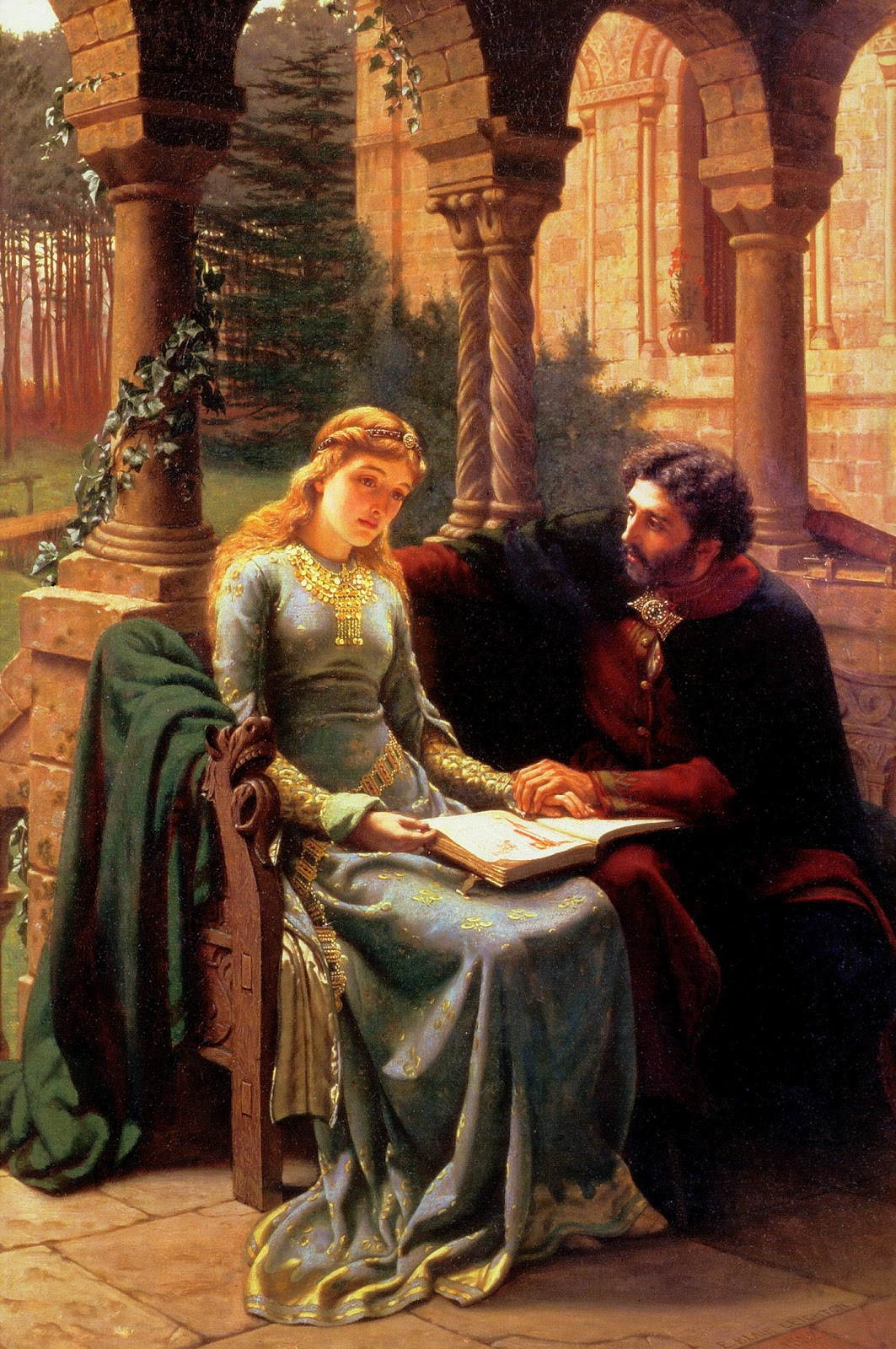
Abelardo y su alumna Eloísa
pintados por E. B. Leighton en 1882
en un claustro anacrónico. Eloísa lleva una cotte hardie, ropa muy ajustada para no esconder su feminidad típica de la corte merovincia Para las hijas de Carlomagno, era una manera de mostrar la superioridad de su belleza y fecundidad de jóvenes princesas, sobre las viejas reinas, marcando fuertemente su cintura.

Todo París canta sobre Eloísa cuando, en otoño de 1114, Abelardo inicia una correspondencia con el pretexto de impartir clases, constituyendo un medio de seducción reducido a la conversación, a la sabiduría y a la galantería. Las tablillas de cera que el profesor devuelve, tras añadir su respuesta, son copiadas por Eloísa, quizá ya con la idea de ser editadas en lo que será Epistolae duorum amantium o Cartas de los dos amantes. Las fórmulas de saludo implican un ejercicio de retórica y de innovación literaria, además de ser testigo de la afección que se tenían, y están llenas de alusiones íntimas mezcladas con referencias teológicas.
A través de estos intercambios, Eloísa analiza su deseo amoroso. Si la fe se vive a través de la imagen de Cristo, que es el hombre amado, Eloísa pretende amar de forma deseosa. No habría pecado en la lujuria cuando se produce por efecto del amor y no por perversión. Esto es la "moral de la pareja", la base del amor libre alejado de las reglas de la sociedad y del matrimonio.
Más que una correspondencia amorosa, las Cartas de los dos amantes (Epistolae duorum amantium) son una correspondencia sobre el amor. Es la ocasión de Eloísa para inventar, sobre el término tomado prestado a Tertuliano de « dilectio », en el sentido de estima, como forma de amor intelectual. Lo define como una alineación entre iguales, una sumisión voluntaria en respuesta a la amistad recibida. El amor se distingue de la amistad tal y como la define Cicerón entre personas del mismo sexo, es decir, aquí se asume la diferencia entre los géneros. Parecidos y singulares, hombres y mujeres no son idénticos. Eloísa aplica a la cuestión de la naturaleza del amor una lección de lógica sobre la diferencia entre género y especie.
Esta concepción del deseo, en su plano intelectual y sexual, esta filosofía del sujeto responsable de sus deseos será presentada seis siglos y medio más tarde por el preciosismo, acompañada de la noción del amor perfecto. La definición que da Eloísa del amor es triplemente revolucionaria: primero porque es una mujer la que expresa su opinión sobre este tema, después porque habla desde su experiencia personal y, finalmente, porque la diferencia de sexos se traduce en diferentes formas de amar.

#### Adulterio y Astralabe (1116)
Entre alumna y profesor se establece una relación de transgresión algo inconstante en la que no se excluye la violencia : «¿cuántas veces no usé amenazas y golpes para forzar tu consentimiento? (que de fois n'ai-je pas usé de menaces et de coups pour forcer ton consentement?)». Las noches de pasión llevan a los dos amantes hasta el sadomasoquismo : «a veces le pegaba, le daba golpes por amor, (…) por ternura (…) y estos golpes eran más dulces que todos los bálsamos. (…) todo lo que la pasión puede imaginar como insólito, lo añadíamos (j'allais parfois jusqu'à la frapper, coups donnés par amour, (…) par tendresse, (...) et ces coups dépassaient en douceur tous les baumes. (...) tout ce que la passion peut imaginer de raffinement insolite, nous l'avons ajouté.)»
Esta relación fue descubierta a principios de 1116 una noche en pleno delito flagrante por el tío de Eloísa, Fulberto, que alejó a los dos amantes. Cuando se volvieron a encontrar, ambos volvieron a dejarse llevar por la pasión y Eloísa quedó embarazada poco después.

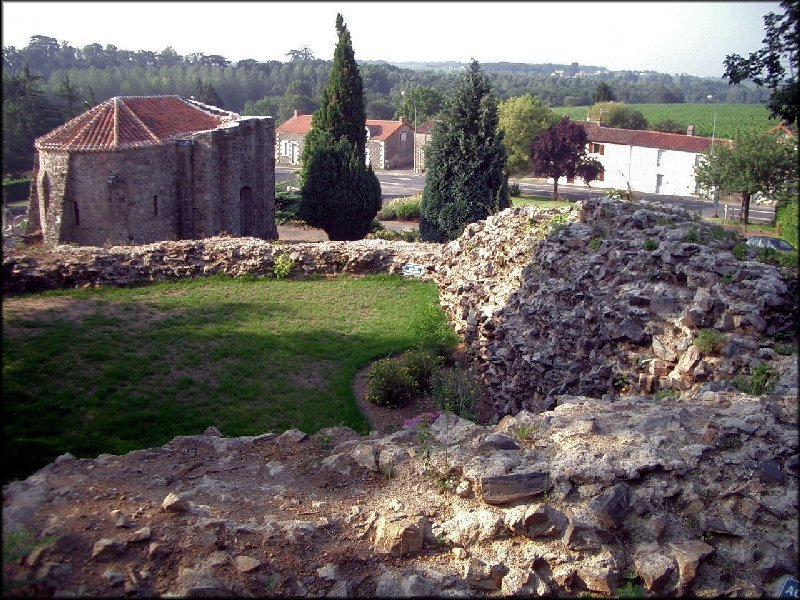
Ruinas actuales del donjon de Pallet donde Eloísa embarazada fue a vivir junto a su cuñada, con quien finalmente terminaría su vida en la Abadía de Paraclet.

Para arrebatársela a las autoridades francesas, su amante organizó su secuestro disfrazándola de monja y se la llevó un día en el que su tío se había ausentado. Eloísa fue trasladada a Pallet, zona que no estaba controlada por el Reino de Francia.
En otoño de 1116, Eloísa da a luz en casa de la hermana de Abelardo, Denyse, un hijo al que dará el nombre no cristiano de Astralabe, es decir, en castellano moderno, astrolabio, que tendría el significado de "Puer Dei I" ("primer hijo de Dios"), según el anagrama resultante de Petrus Abelardus II·. El astrolabio en la época solo tenía un uso astrológico. El niño quedará a cargo de Denyse, junto a la cual permanecerá Eloísa el resto de su vida.

#### Traición por el matrimonio (principios de 1117)

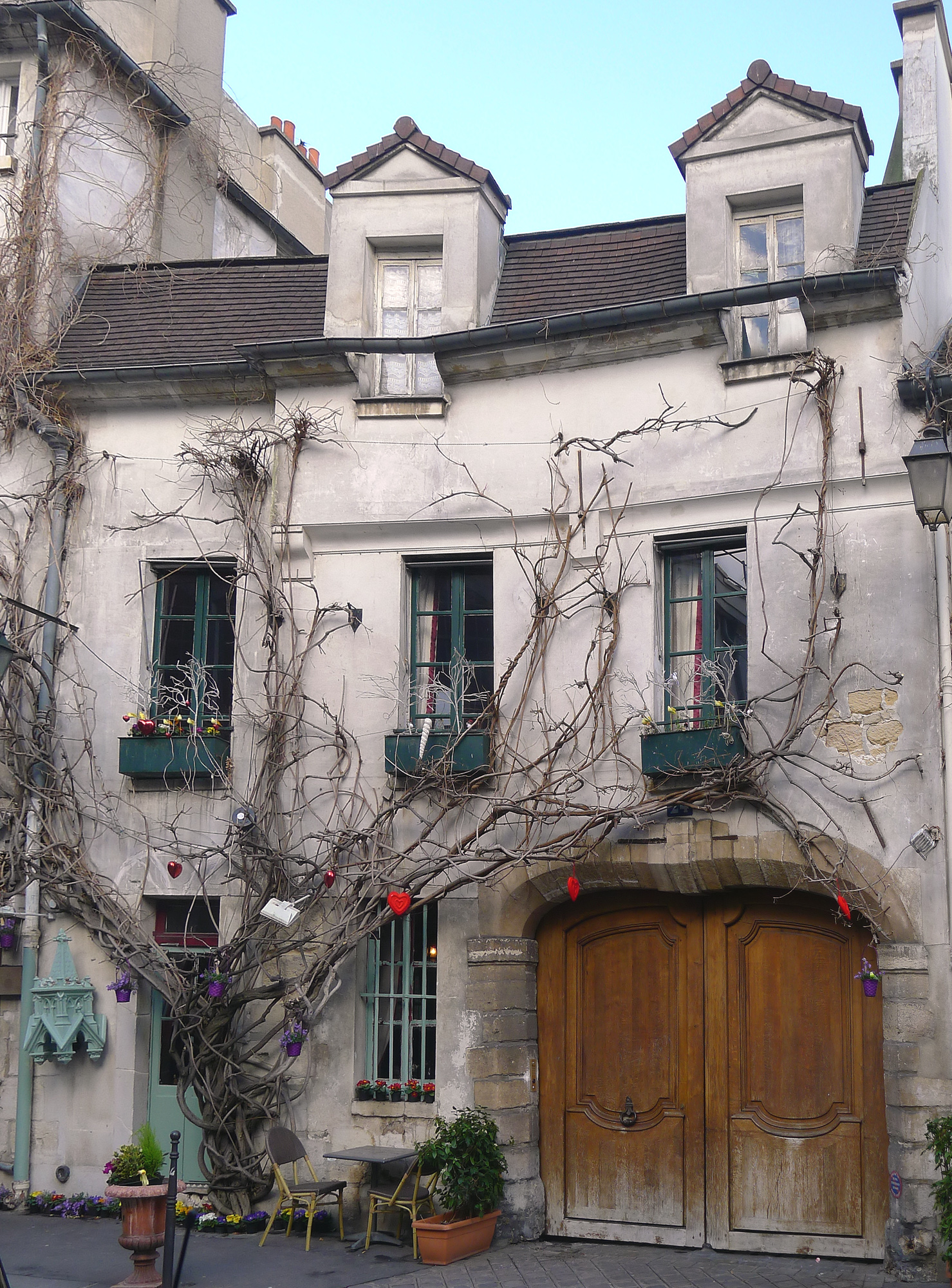
Fachada actual del número 24 de la rue Chanoinesse donde se encontraría la antigua Capilla San Aignan, lugar de celebración del matrimonio secreto de Eloísa y Abelardo.

Abelardo volvió solo a París para obtener el perdón de Fulberto, a quien prometió casarse con Eloísa sin que esta fuese consultada. Siendo aún una adolescente, se vio abocada al destino de cortesana en una época de boom económico y demográfico que ofrecía a las mujeres la oportunidad de obtener una nueva condición escapando así del confinamiento del hogar. Cuando Abelardo regresó para buscarla, Eloísa terminó por ceder.
Durante las siguientes semanas, el anuncio del matrimonio se propagó por París. Pero en secreto, para no comprometer las oportunidades de Abelardo de conseguir una canonjía que exigía el celibato, tema por entonces debatido. La ceremonia bien se pudo realizar en la capilla casa del tío materno, San Cristophe, o a la Capilla San Aignan, hipotéticamente levantada por el tío paterno en su propia casa.
Eloísa, opuesta a su matrimonio por juzgarse persona indigna para su esposo, hace de su condición de esposa una cuestión ética. Para ella, el matrimonio es una prostitución de la mujer, un interés material de la esposa para alcanzar una determinada condición social que podría convenir a aquella que quisiese "prostituirse a alguien mucho más rico si la ocasión se presentase", pero no a una mujer verdaderamente enamorada de otra persona. Es por eso que ella habría preferido seguir siendo la "amiga" de su amante, siguiendo el modelo del amor cortés como un amor platónico, pero libre.
Deja claro su sacrificio moral precisando que "El nombre de esposa parecía más sagrado [...]. Me habría gustado, aun a riesgo de sorprenderte, el nombre de concubina o prostituta, con objetivo de que, cuanto más humilde me mostrase ante tus ojos, más cerca estaría de obtener tu gracia (...) y, en ese instante (...), había deseado más ser tu cortesana que la emperatriz de Augusto.

#### Rebelión y castración (finales de 1117)
Para Fulberto, el honor familiar es reparado gracias al matrimonio, el cual hace público a pesar de la promesa que este había hecho a Abelardo. Eloísa sigue obstinada en negar el enlace, tanto en público como el privado. Esta actuación se debe a que ella se preocupa por preservar el secreto de la carrera de su marido y también porque no se ha negado llevar la vida de mujer libre que tanto desea. Su proyecto manifiesta abiertamente que el amor libre está por encima de las obligaciones conyugales y que cada esposo debe llevar la vida profesional que éste crea conveniente.
Fulberto no soporta más la nula sumisión de su sobrina al orden familiar y lucha contra Eloísa por su obstinación a través de golpes, un método corriente de educación en aquella época, especialmente en los chicos. Para terminar con la tortura, Eloísa, a pesar de su emancipación por el matrimonio pero sin poderse instalar con su marido para no revelar el secreto de su enlace, se instala en el convento de Santa María de Argenteuil. A pesar del intento de discreción, Abelardo no duda en saltar el muro del convento para yacer con su esposa.
Fulberto se siente traicionado una segunda vez por parte de Abelardo. Este último cree que su paternidad y su trabajo son incompatibles en un hogar que no dispone de espacio suficiente para todas las tareas, por lo que decide abandonar el proyecto familiar y deshacerse de su esposa obligándola a entrar en una orden religiosa. En agosto de 1117, Fulberto ordena la castración de Abelardo, castigo habitual de los violadores.
A la mañana siguiente del crimen, la gente se agolpa alrededor del apartamento. Algunos burgueses de París creen que este acto constituye una falta del respeto al honor, no tanto por el daño que ha recibido un escolástico sino por ser éste una persona muy cercana a Étienne de Garlande, que ocupaba un alto cargo religioso en Francia. Fulberto es el único castigado por este crimen por el tribunal episcopal ya que no se ha producido un juicio previo a la castración: pierde su cargo y sus bienes son confiscados.

### Religiosa de Sainte-Marie d'Argenteuil (1118-1128)

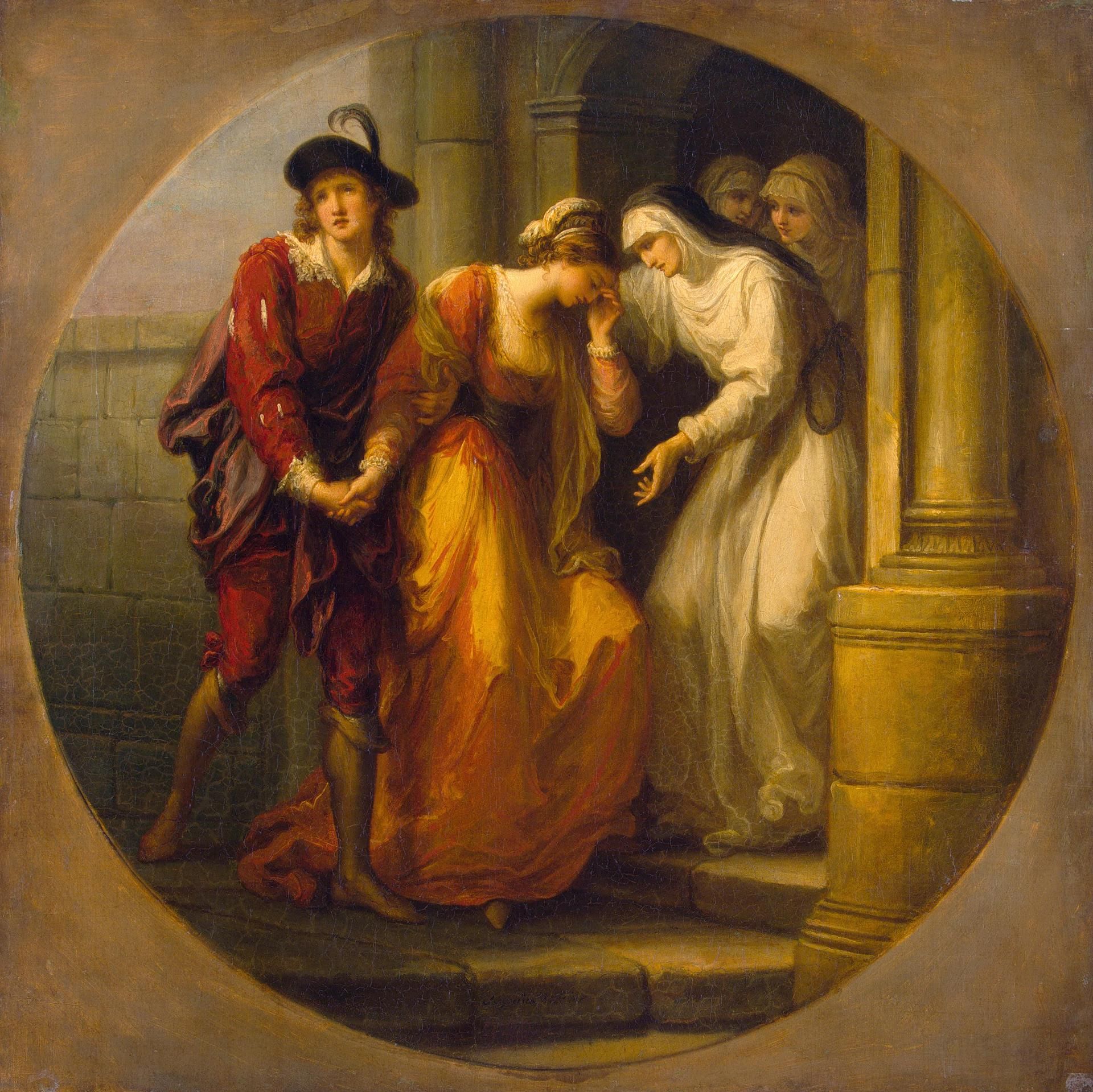
Los adiós de Eloísa a Abelardo,
óleo sobre tela expuesto en el Museo del Hermitage,
pintado en 1780 por Angelica Kauffmann
para ilustrar la edición de Alexander Pope.

A principios del año siguiente Eloísa, con su marido todavía convaleciente y con gran sentimiento de culpabilidad, decide tomar los hábitos. Esta ceremonia está llena de importancia pero va en contra del deseo de Eloísa, que decide volverse religiosa obedeciendo los deseos de Abelardo, que entrará a la vez a formar parte de otra orden únicamente tras haberse asegurado de que su mujer hubiese hecho lo mismo. Ella le reprochará esta falta de confianza, que achaca a la sumisión: para ella este acto beneficia solamente a Abelardo, ya que él puede seguir con su carrera religiosa mientras que es ella quien se sacrifica.

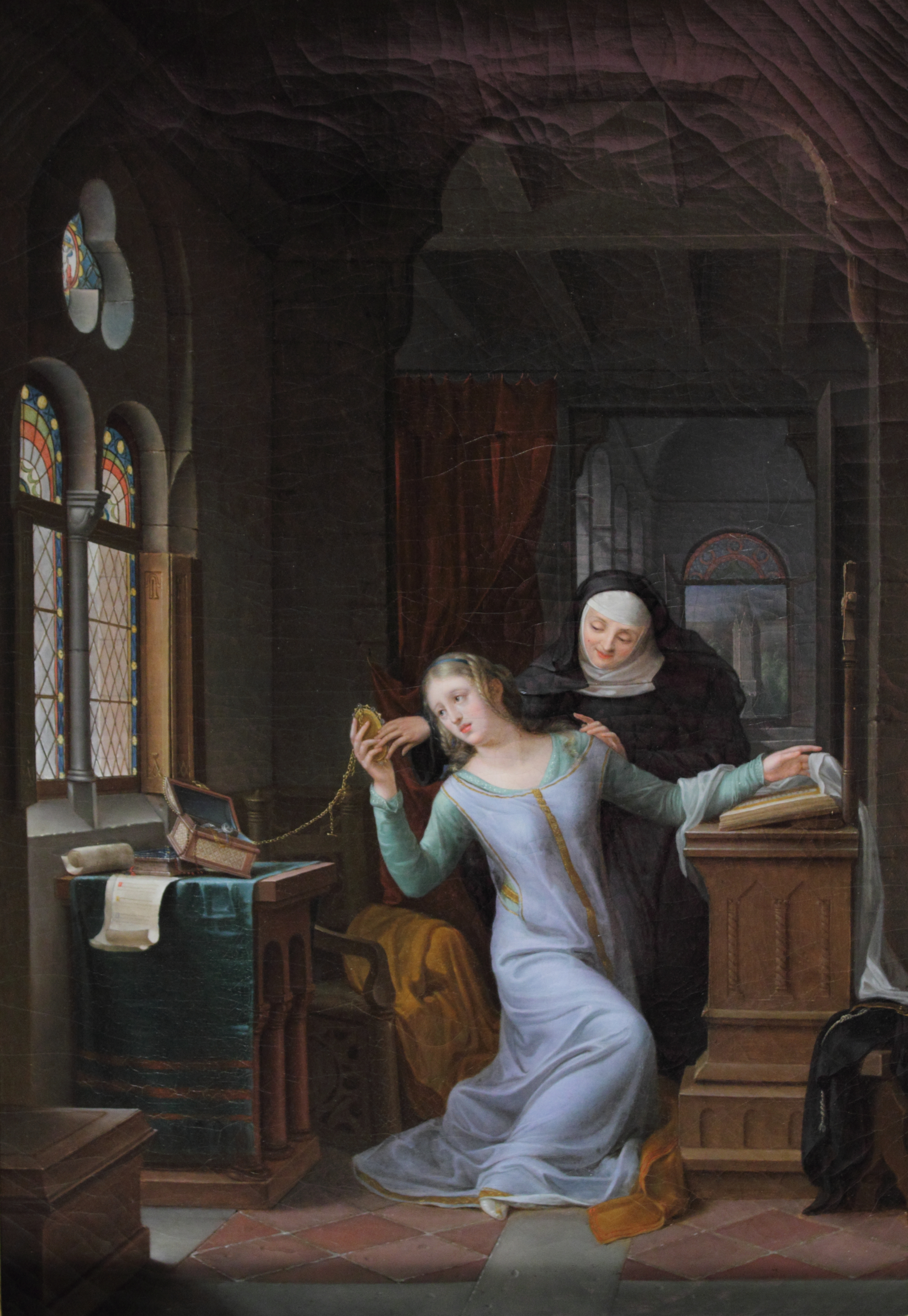
Eloísa abrazando la vida monástica pintado en 1812 por Jean-Antoine Laurent.

Uno o dos años más tarde, Pedro Abelardo, en guerra con sus hermanos de la orden de los benedictinos, se aleja tanto de estos como de Eloísa tras obtener un cargo de prior. Vuelve a dedicarse a la enseñanza de forma lucrativa de la cual ella podría ser beneficiaria por su condición de esposa. Esta enseñanza no está bien vista por algunos predicadores ya que pretende restaurar, apoyándose en la filosofía antigua de Aristóteles, la teología bajo una forma cristiana, fundar la fe no únicamente sobre la tradición pero también sobre la ciencia, convertir a la doctrina católica no por la autoridad de un predicador sino por la razón individual. Este conflicto tiene como colofón el enfrentamiento entre Pedro Abelardo y uno de sus ancianos maestros, Roscelin, de forma pública.
Abelardo es entonces acusado de causar problemas a la Iglesia por mezclar su condición de religioso con su condición de esposo. Sus enemigos le culpan por pasar parte de los beneficios que él obtiene por sus enseñanzas a su esposa a la vez que sigue siendo monje. Eloísa es insultada y, al mismo tiempo, descrita como una inocente víctima y una prostituta. Roscelin incluso llega a reprochar el sello de Abelardo, en el que se le representa formando un único cuerpo con su esposa.
Eloísa, tras todos estos incidentes, se siente traicionada al haber sido obligada a tomar los hábitos. A pesar de ello, tras diez años de vida monástica frustrante y sin vocación, es elegida como priora de su abadía.

### La prior de la Sainte Trinité (1129-1144)

#### La fundación delParaclet(1129-1131)

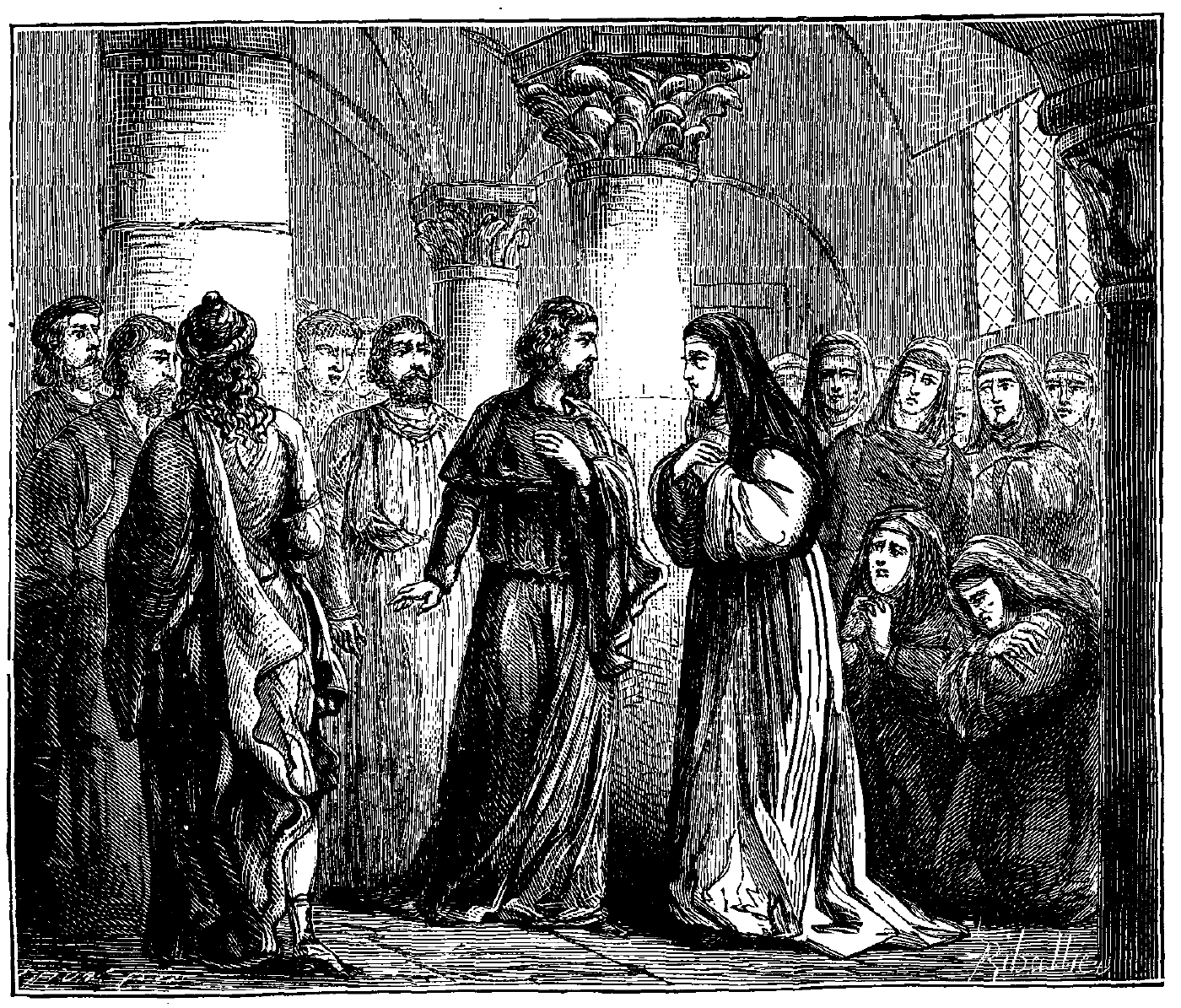
Abelardo recibe a Eloísa en el monasterio de Paraclet (1129). Grabado de 1897.

En 1129, Eloísa es expulsada del monasterio, acompañada por sus hermanas, por Suger, un enemigo de la casa de Montmorency y de Pedro Abelardo. Las hermanas encuentran refugio en la abadía de Notre-Dame de Yerres y bajo el cuidado de Eustachie, una viuda aristócrata. En esa misma época, Abelardo se encontraba en Bretaña visitando a su hermano Porchaire, canónigo de la diócesis de Nantes. Eloísa se encuentra, pues, en una encrucijada: o sigue en condición de hermana lega o vuelve a la calle.
Abelardo ofrece a la que todavía se considera su esposa, además de la de Jesucristo, fundar una abadía en el mismo lugar en el que él había construido una ermita en 1122. Es un pequeño edificio levantado sobre un terreno del conde Thibaut IV de Blois que éste le había concedido unos años antes. Este lugar estaría destinado a gente joven que querrían unirse para reinventarse en una vida cercana a la naturaleza y en la que seguirían las enseñanzas de Abelardo. Sin embargo, éste abandona a Eloísa y a sus hermanas religiosas en 1127, cuando huye a Rhuys tras una amenaza de sus rivales cistercienses.
Eloísa se instala finalmente con la mitad de sus hermanas en Argenteuil. Tras un año de extrema pobreza, los bienes solicitados por Abelardo llegan finalmente. Aun así, Eloísa se siente completamente abandonada por su amante. Sin embargo, la abadía del Paraclet termina siendo un éxito que se prolongará a lo largo de los siglos hasta el 14 de noviembre de 1792.

#### Amor loco y fe racional (1132-1135)
Abelardo, de cincuenta y cuatro años, abandona definitivamente la Abadía de Saint-Gildas de Rhuys en 1133, donde sus hermanos han intentado asesinarle. Las cartas intercambiadas entre Abelardo y Eloísa desde 1132 son un monumento de la literatura francesa. Más allá de la moda renacentista y de la prosa rimada, las tres largas cartas de Eloísa reflejan una delicadeza que anuncian el abandono del latín por un francés antiguo.
Eloísa no reniega de su amor intelectual hacia un Abelardo confundido al igual que tampoco lo hace de su pecado. Con algo menos de cuarenta años, ella no cesa de remover las imágenes de los fantasmas que ha vivido, ni en sus sueños ni al despertar. Se arrepiente de no haber sido castrada al igual que su marido y se cree culpable por considerarse una mujer que todavía siente deseo.
Más allá de cuestiones íntimas, esta correspondencia muestra una crítica moralista frente a una tradición confusa repetida sin comprensión y una devoción que sólo se encuentra al exterior. Se trata de una priora que se esfuerza en ser coherente y completa la liturgia de su monasterio. Para ello, pide a su amado Abelardo que componga un himno religioso de treinta piezas con letra y música. Además, Eloísa hace de la abadía del Paraclet el primer centro de música sacra de su tiempo.

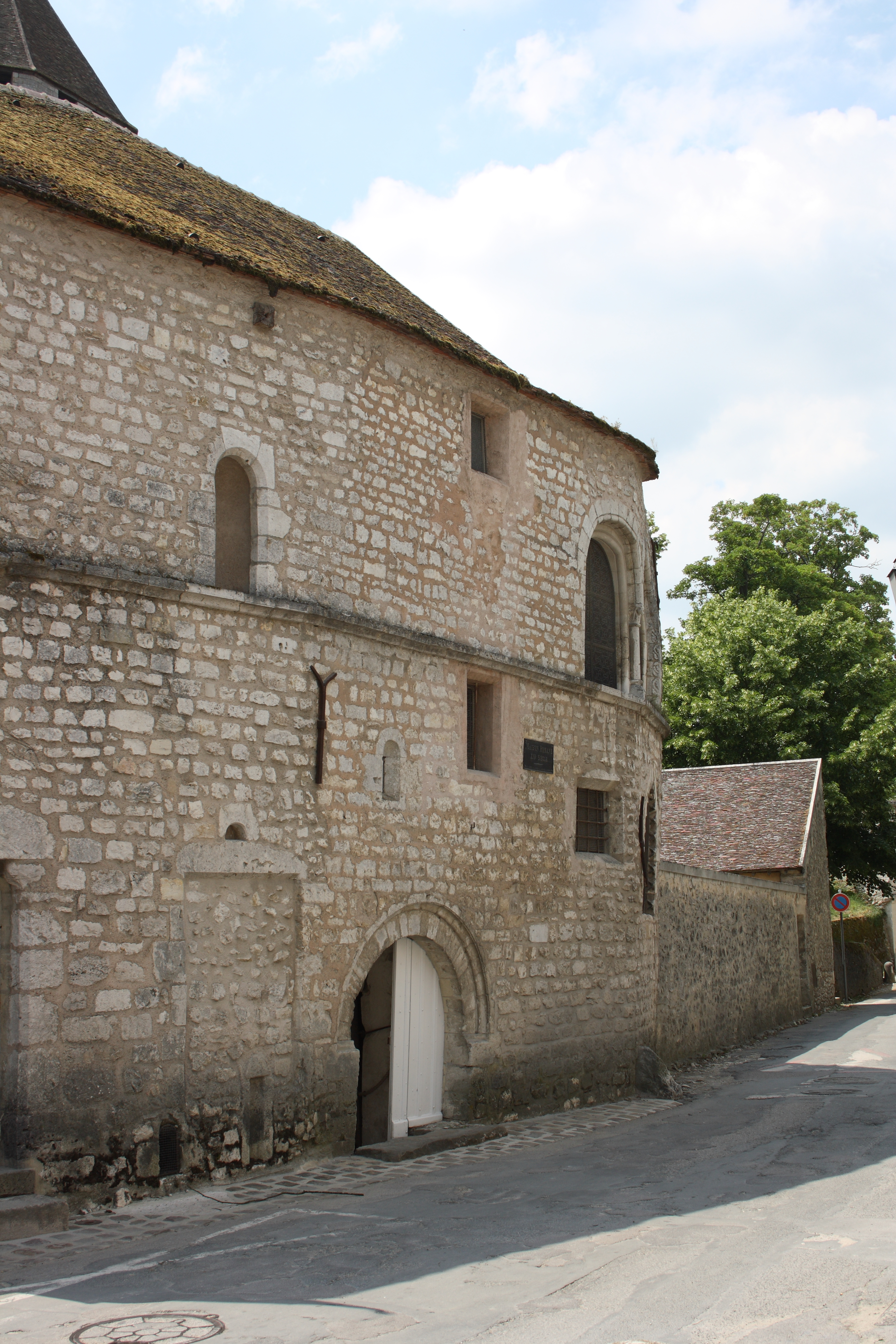
Casa románica en lo alto de la calle Palais en Provins, que fue probablemente una de las tres sinagogas de la ya tercera ciudad más grande del rieno de Francia, donde Abelardo consultaba documentos cuarenta años antes. Aparentemente muy presente en Paraclet entre 1133 y 1136, podría estar acompañado de Eloísa cuando ésta se dirigía a la corte itinerante de Tibaut IV de Blois

En 1135, durante el Concilio de Pisa, Eloísa se convierte en la segunda mujer, veinte años más tarde que Pétronille de Chemillé, en recibir el título de abadesa, ya que las anteriores mujeres directoras de un convento femenino lo habían hecho siempre bajo la protección de un abad en un convento mixto. Pétronille de Chemillé, por su parte, había dirigido tanto el convento de hombres como el de mujeres de la abadía de Fontevraud ella sola. El priorato de Eloísa, dirigido por una abadesa, no recibiría el nombre de abadía hasta el 1 de noviembre de 1147, mientras que la orden del Paraclet se fundaría bajo la protección de Cluny.

#### Una regla monástica femenina (1136-1139)
En 1136, Eloísa coge las riendas de la abadía del Paraclet. Abelardo es llamado por el canciller Étienne de Garlande para retomar la tarea de la enseñanza que había iniciado en 1110, tres años antes del encuentro con Eloísa. Abelardo recibe con alegría la noticia sobre la finalización de los estudios de su hijo Astralabe bajo la dirección de su tío paterno Porchaire en la Catedral de Nantes.
Eloísa, ochenta años antes de Santa Clara, se preocupa por una regla monástica únicamente femenina·. El papel de las mujeres religiosas se pone en duda por su condición de célibe y esposa.

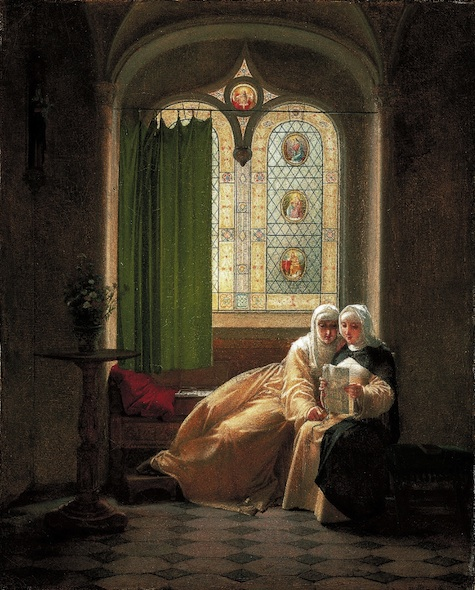
Eloísa imaginada por Jean-Baptiste Mallet en una abadía del Paraclet con decoraciones que mezclan varios siglos. En realidad, la abadesa era una mujer de más de cuarenta años.

Su regla monástica se inspira de la orden cisterciense y de Robert d'Arbrissel pero con argumentos no sólo de evangelistas y Padres de la iglesia sino de fuentes hebreas, griegas y latinas. Son moderadas pero no rigurosas, prohíben lo superfluo pero no lo necesario: esta regla, además de exigir un compromiso más allá de la apariencia, también apuesta por un sistema social. Los monjes deben servir en todo lo necesario a las hermanas a cambio de estar éstas bajo el control de un alto cargo episcopal. Ellas, para compensar estos servicios, deben ocuparse de las ropas o la comida de los monjes.
La reacción de Eloísa ha sido conservada gracias a  Institutiones nostrae, la regla monástica del Paraclet una vez que falleció Abelardo. El "silencio de Eloísa" posterior a la última carta a Abelardo, sugiere una conversión religiosa efectiva, poco conforme a lo que había mostrado en el pasado, una autocensura póstuma.
Tras la cuestión simplista de la autenticidad de las cartas, la hipótesis avanza a partir del estudio de la construcción del texto de un primer conjunto de documentos de la priora. Lo que queda de las cartas de Abelardo y Eloísa sería el remanente del trabajo editorial iniciado en vida de ambos tal y como lo prueba la gran unidad del texto, en el cuadro de la definición y de la exaltación de la regla de su institución por sus sucesores tras unas reformas, como la de 1237, y en la que el Paraclet se nombra como ejemplo a seguir.
A través de las figuras de pecadores arrepentidos, la difusión de esta obra de propaganda del Paraclet tiene gran éxito más allá, incluso, de las fronteras.

#### La condena (1140-1142)

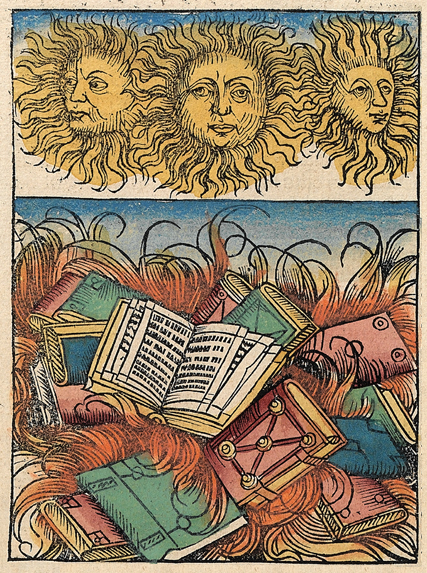
Auto de fe bajo un sol trinitario
Crónica de Nurenberg - 1493.
Durante el Concilio de Sens, Abelardo, rechazando debatir, evita ser condenado a quemar su libro como había sido durante el Concilio de Soissons. A lo largo del proceso, Bernard de Clairvaux, asegurándole lo contrario, le amenaza con la hoguera.

El 26 de mayo de 1140, las ideas que profesa Abelardo sobre la gracia divina, el Espíritu Santo o el pecado son condenadas en el Concilio de Sens. Este conflicto, lejos de ser religioso (ya que se cuestiona el lugar de los clérigos en la iglesia), también incumbe a la alta sociedad, especialmente entre la Casa de Champaña, a favor de Eloísa y Abelardo, y la Dinastía de los Capetos, que aún no poseía el poder que obtendría tiempo después. Se prepara una emboscada en la que personas como Bernard de Clairvaux realizan grandes esfuerzos para condenar a Abelardo de forma justificada. En que en uno de los textos de Abelardo, Sic et non, se citan contradicciones de la Biblia, de los Padres de la Iglesia y se invita al lector a reflexionar sobre el Espíritu Santo para tener una opinión propia.
El acusador Bernard de Clairvaux, para quien la fe está en el corazón y la razón en el Diablo, obtiene secretamente gracias al vino servido en un banquete de los jueces, una condena antes del final de las discusiones. El argumento de la sentencia se basa sobre el respeto de la tradición.
El condenado escoge entonces a Eloísa para que testifique públicamente acerca de su buena fe. Escribe una defensa y se la envía antes de hacerla difundir, en vano. Un reescrito del papa Inocencio III y una formalidad de la Curia romana confirman la segunda condena a Abelardo el 18 de julio de 1141.
Eloísa no está implicada directamente, pero las tesis condenadas la incumben ya que ella es el vivo ejemplo de la mujer inocente que peca por intención amorosa y después concibe un hijo.
Abelardo, enfermo, debe renunciar a llevar en persona su defensa a la Curia romana y se jubila, marchándose primero a Saint-Marcel-lès-Chalons y después a la casa madre de la Abadía de Cluny. Finalmente moriría en primavera de 1142. Los monjes que le acompañan, probablemente celosos por guardar una reliquia que atraería los favores de donantes externos, no avisan a la priora del Paraclet.

#### Tumba para Abelardo (1143-1144)
Eloísa contacta con el conde de Champaña Thibaut IV de Blois, que había dado refugio a Pedro Abelardo tras su primera condena. A su vez, éste contacta con la casa de Cluny para designar a un nuevo superior. Finalmente es elegido Pedro el Venerable, que había ayudado a Abelardo durante su segunda condena y que admiraba desde su adolescencia a Eloísa.

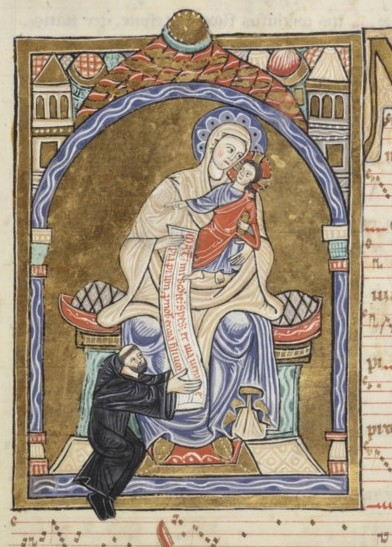
Pedro el Venerable, representado aquí adorando a la Virgen María, era un admirador de Eloísa, con quien negoció de forma habitual su afiliación al Paraclet.

A lo largo del año 1146, Pedro toma la iniciativa y contacta con Eloísa, quien obtiene de su admirador el favor de llevarle el cuerpo sin vida de su marido. El cadáver es entonces hurtado una noche cercana al 1 de noviembre de 1144 por un equipo conducido por Pedro en clandestinidad, que viaja de Saint-Marcel hasta el Paraclet. Es acogido el 10 de noviembre en la capilla de un pequeño monasterio cercano a la abadía, siguiendo así las últimas voluntades de Abelardo de ser enterrado en Paraclet en una tumba frente al altar.
Pedro, antes de volver a Cluny, otorgó a Eloísa un manuscrito lacrado con el que otorgaba a Abelardo la plena indulgencia. A cambio, Eloísa aceptó que el Paraclet fuese recibido por la orden de Cluny, afiliación que no sería aceptada por Roma hasta el 1198.

### La abadesa cluniciana del Paraclet (1145-1164)

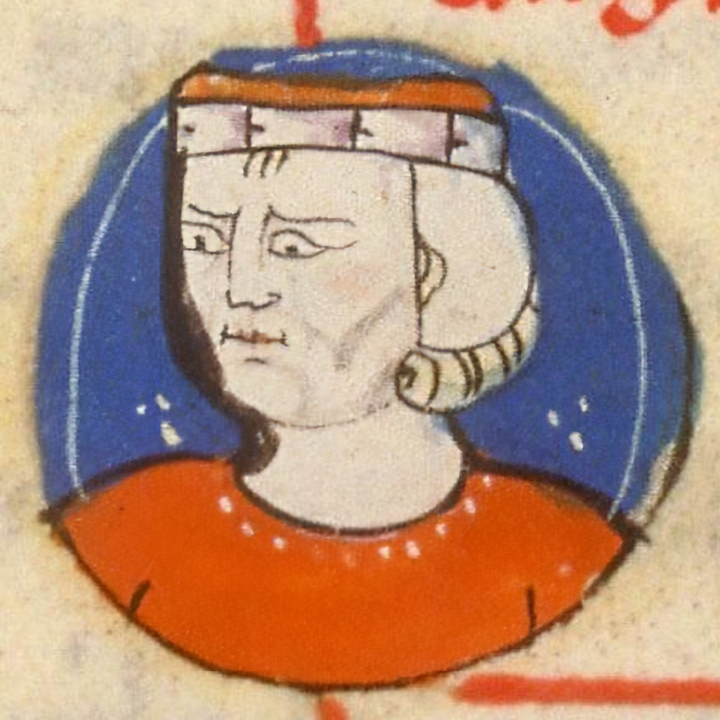
Retrato de Thibaut IV de Blois en un árbol genealógico en diciembre de 1314. Eloísa, apadrinada por el protector de Pedro Abelardo, creador del condado de Champaña y fundador de la primera red bancaria. Ésta y su propia cuñada Denyse acogieron en el Paraclet a la cuñada de Esteban de Inglaterra cuando enviudó.

La abadesa se acoge, pues, a la regla cirstenciense la cual se impone sin apenas oposición. Este cambio se produce al mismo tiempo que se está intentado relegar a la mujer de las instituciones eruditas, proceso que se estaba llevando a cabo desde 1120, desde el segundo Concilio de Latran, y que se estaba reforzando por la instauración progresiva de la regla del celibato deseada por la reforma gregoriana.
Eloísa fue, de lejos, la más sabia de las mujeres de su tiempo, en una época en la que las más favorecidas tenían que contentarse únicamente con saber tocar un instrumento. Sin embargo, Eloísa consiguió imponerse como un caso excepcional entre todas las personas que dominaron su periodo por su sabiduría, su fuerza y su habilidad a la hora de gestionar una comunidad religiosa. Renombrada desde su juventud por sus composiciones musicales y sus canciones exitosas, Eloísa fue, además, solicitada por príncipes y eclesiásticos por sus consejos.
En 1147, Eloísa obtuvo del papa Eugenio III una bula de exención en la que se le otorgaban una autoridad casi episcopal sobre cinco prioratos anexos. Funda entonces, junto a la condesa de Champaña Matilde de Carinthie (futura abuela de Felipe Augusto y viuda en 1151) una filial en La Pommeraie, donde esta última se retirará a final de su vida y morirá ocho años más tarde.
En 1158, recibe noticias de su hijo Astralabe relacionadas con el asesinato en Nantes del conde Godofredo VI de Anjou. Es posible que le recibiese mientras se encaminaba hacia su exilio en la Abadía de Cherlieu.
Veintiún años tras la muerte de su marido y siete años antes de su hijo, el domingo 16 de mayo de 1164, rodeada por otras religiosas y la futura priora Mélisende, Eloísa muere "de doctrina y religión muy resplandeciente". Su féretro es enterrado encima del de Pedro Abelardo como último acto de su sumisión.
Ambos reposan en el cementerio del Père-Lachaise, séptima división, desde el 16 de junio de 1817.

## Obra

### Ex epistolis duorum amantium
- An., [s.t.], Paris ?, 1115[82] (manuscrito desaparecido).
  - Extractos en J. de Vepria, Ex epistolis duorum amantium, Scriptorium de la Abadía de Clairvaux, Ville-sous-la-Ferté, 1472.
    - Copia de códice de 1452, Biblioteca municipal, Troyes.

### Cuatro cartas a Abelardo

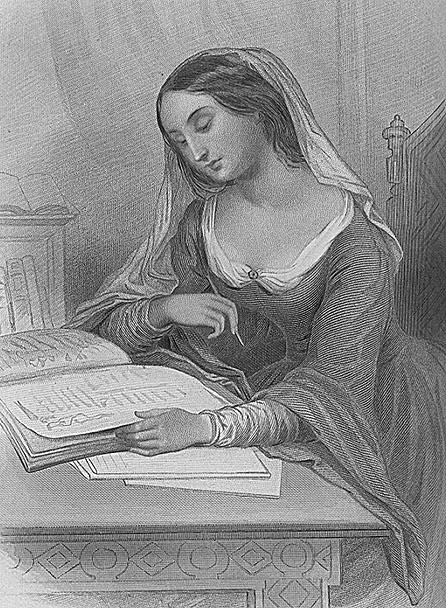
Representación de Eloísa en el, elegida para figurar en una lista de mujeres escritoras.

- Domino suo, imo Patri, Conjugi suo, imo Fratri, Ancilla sua, imo Filia, ipsius Uxor, imo Soror., Paraclet, 1133, conocida como Lettre II,[84]
- Unico suo post Christű, Unica sua in Christo, Paraclet, 1133, conocida como Lettre IV,[84]
- Domino specialiter, sua singulariter, Paraclet, 1133, conocida como Lettre VI,[84]
  - copia en Guillaume d'Auvergne et al.,[85] Codex 802, ff. 1 r.-88 v., Biblioteca municipal, Troyes, ~1230,[55]
  - trad. J. de Meung, La Vie et les epistres Pierres Abaelart et Heloys sa fame, chapitre de Notre-Dame,[86] Paris ?, ~1290 (manuscrito perdido, copia ~1390).
  - réed. E. Hicks, Champion, Paris, 1991,
- Epistola Heloissae ad Petrum Abaelardum,[87] carta generalmente inédita acompañando a las cuarenta y dos « Heloisae Paraclitensis dyaconissae problemata », cuyas cuestiones, concebidas por Eloísa o sus hermanas, son transcritas por Abelardo antes de dar a cada una sabia respuesta.[88]

### Cartas de agradecimiento a Pedro el Venerable
- Duque.[89]

### Reglas del Paraclet
- An., Institutiones nostrae, Paraclet, 1137~1220,
  - reescrito por Eloísa[90] y probablemente algunas compañeras,
  - copia del Códice 802, ff. 89 r.-90 v., Biblioteca municipal, Troyes, ~1230.

### Canto fúnebre de Abelardo
- An., Oración fúnebre de Pedro Abelardo, Paraclet, 1145~1155,
  - atribución hipotética, tradición oral recogida probablemente a raíz de los emigrados con manuscrito desaparecido,
  - copia Alte christliche Lieder und Kirchengesänge : Teutsch und lateinisch: nebst einem Anhange, pag. 128-233, Büschler, 1819.

## Celebración

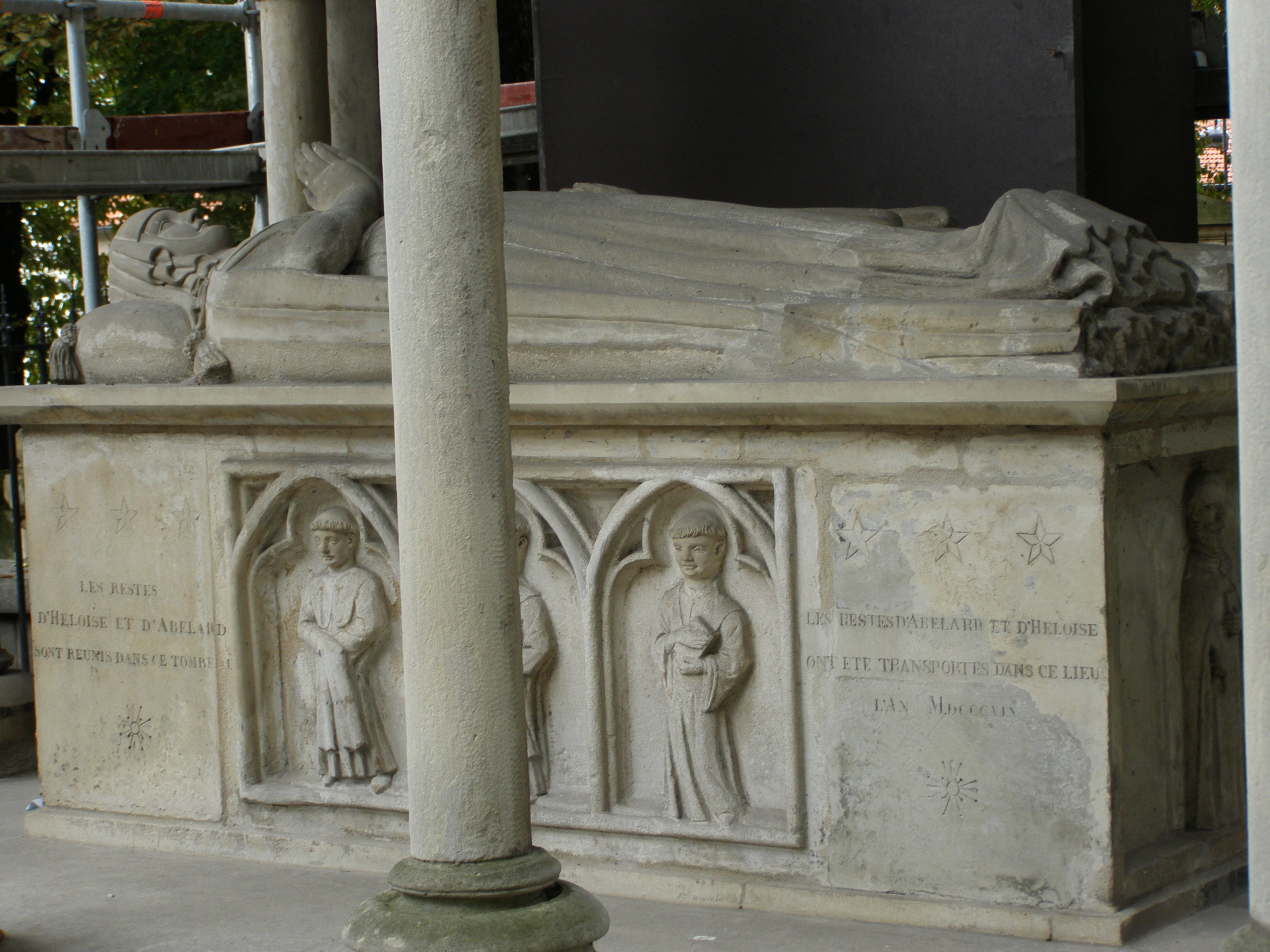
Su efigie funeraria, hoy en día en el Père-Lachaise, reconstruida sobre una tumba monumental diseñada por Alexandre Lenoir para acoger en dos féretros los restos de Eloísa y Abelardo. Durante su inauguración de la Escuela Nacional Superior de Bellas Artes de París el 27 de abril de 1807, la multitud que fue a visitar estos restos fue abrumadora.

Où est la très sage Hélois,
Pour qui fut chastré et puis moyne
Pierre Esbaillart à Sainct-Denys.
Pour son amour eut cest essoyne.

Dónde está la muy sabia Eloísa
Por quien fue castrado y después monje
Pedro Abelardo en San Denís
Por su amor tuvo su vergüenza
F. Villon, Ballade des dames du temps jadis, 1461.

### Trayecto de un mito
- Jean de Meung, primer traductor de Eloísa y también el primero, alrededor de 1280, en citar en el Roman de la Rose (versos 8729 a 8802), el mito de Eloísa y Abelardo, que era suficientemente popular entre los lectores para que éstos comprendiesen su alusión.
- Hacia 1337, Petrarca adquiere una copia de la Correspondencia que incluye la Historia calamitatum, traducida por Jean de Meug. Anota el códice, manuscrito unos cincuenta años antes, antes de componer al año siguiente su Vers 1337, Pétrarque acquiert une copie de la Correspondance, qui inclut déjà l' Historia calamitatum, traduite par Jean de Meung. Il annote abondamment le codex, manuscrit une cinquantaine d'année plus tôt, avant de commencer de composer l'année suivante son Cancionero dedicado a Laura de Noves.
- En 1583, la abadía del Paraclet, devastada por las guerras de religión y abandonada por las monjas renegando de las simpatías hugonotes de su madre superiora, sufre las encomiendas. La abadesa María de La Rochefoucauld, nombrada por Luis XIII, en el cargo desde 1599 a pesar de la oposición del Papa Clemente VIII, restaura el prestigio del establecimiento y organiza un culto alrededor de Eloísa y Abelardo. Rodeada por un entorno en alza y libre que ilustrará perfectamente a la siguiente generación, reunirá a círculos de amantes (como a François de La Rochefoucauld y su amante Madame de La Fayette). La abadesa María vendió antes de 1616 el ejemplar del manuscrito de Abelarod y Eloísa conservado en el Paraclet.[91] La traducción es confiada a André Duchesne.[92]

### De la curiosidad galante al sentimentalismo popular
Je n'ai jamais vu un plus beau latin, sur tout celui de la Religieuse, ni plus d'amour & d'esprit qu'elle en a.
Nunca vi un latín más bello, sobre todo el de la Religiosa, ni más amor ni espíritu del que ella tiene.

Comentario del Conde de Bussy Rabutin en 1687.

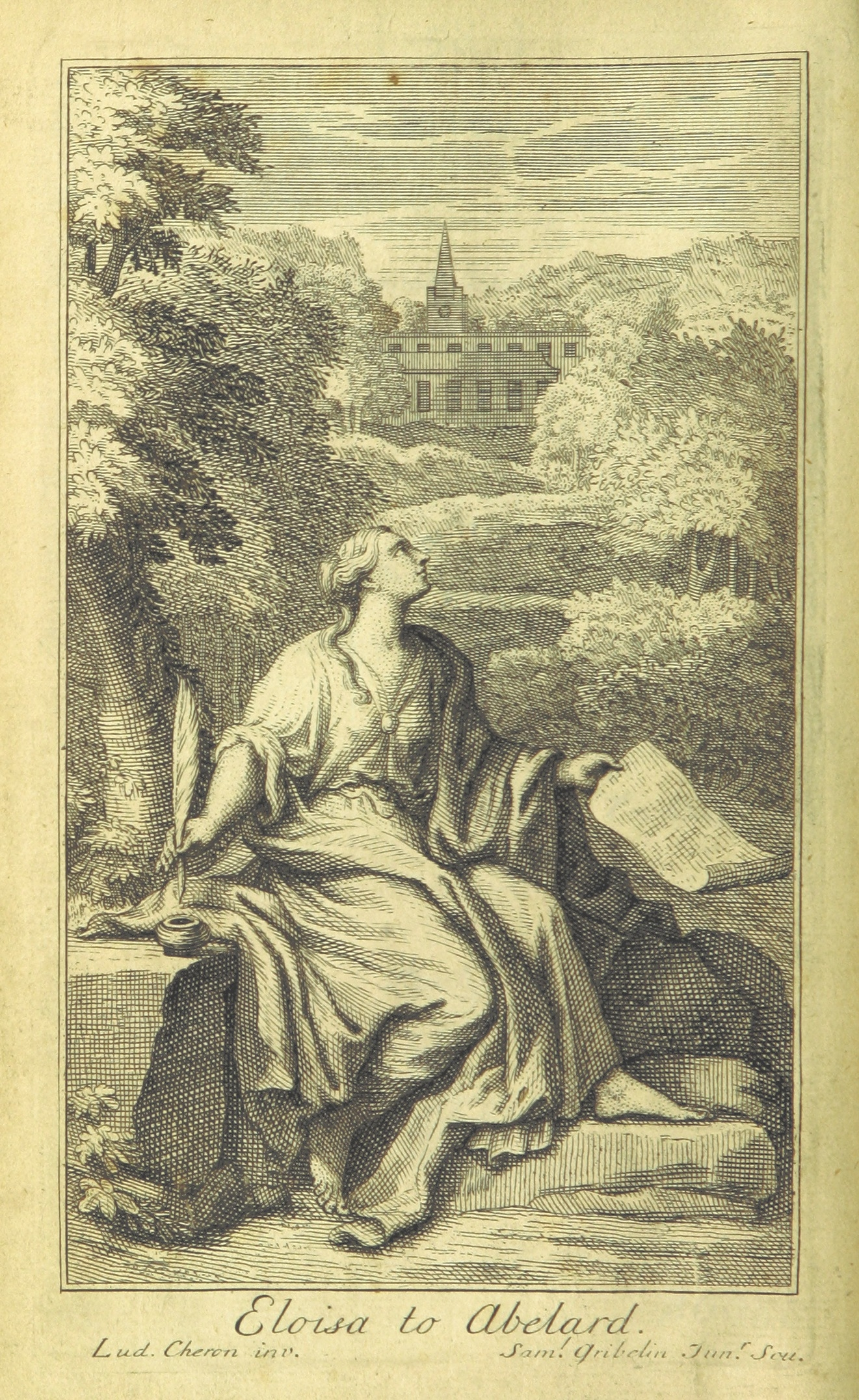
Eloisa to Abelard, ilustración de la edición Pope.

- A raíz de la primera edición en latín, aquella de Duchesne datada de 1616, el Conde de Bussy Rabutin envía, entre otros intercambios galantes con la marquesa de Sévigné, a su prima una traducción en francés[94] parcial y muy poco rigurosa que será difundida con las ediciones póstimas de las obras del libertino.
- Alexander Pope se inspira de la traducción inglesa que el poeta John Hughes hizo de Bussy Rabutin y vuelve a poner de moda el mito tras la publicación en 1717 del célebre poema Eloisa to Abelard, que resulta ser una parodia y no tiene relación con las cartas auténticas.
- Veinte años después, Pierre-François Godard crea una versión francesa el verso a partir de Bussy Rabutin.[95]
- Jean-Jacques Rousseau toma inspiración de una figura reinventada para escribir Julia, o la nueva Eloísa, cuyo editor publica en 1761 bajo el título Lettres des deux amans.
- En 1763, Charles-Pierre Colardeau traduce libremente el sainete imaginado por Pope, que representa a Eloísa recluida escribiendo a Abelardo,[96] y difunde la leyenda sentimentalista por el continente.
- Una edición elaborada por André-Charles Cailleau y producida por la heredera de André Duchesne difunde entre el público el conjunto de estas fantasías y de otras.[97]

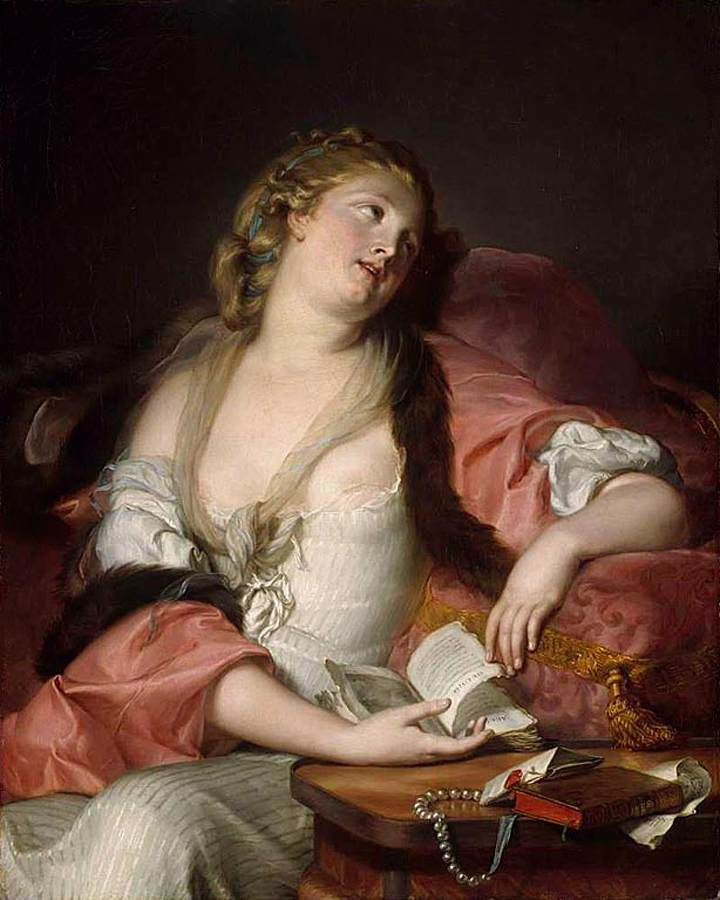
B. d'Agesci, Dame lisant les "Lettres d'Héloïse et Abeilard", ca. 1780.

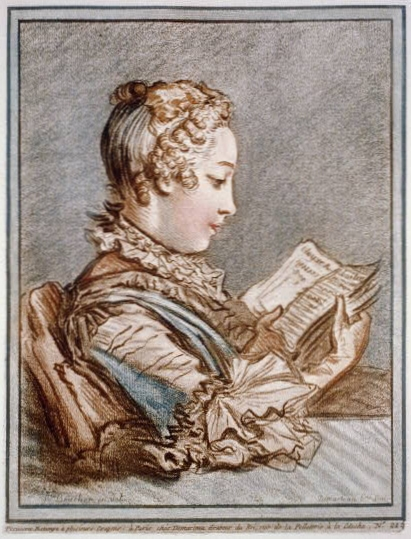
G. Demarteau, Jeune femme lisant Héloïse et Abélard, ca. 1760, según Boucher.

(...) mon cœur ne vieillit point et je l'ai senti s'émouvoir au récit des malheurs d'Abélard et d'Héloïse (...).
(...) mi corazón no envejece en absoluto y lo he sentido emocionarse con el relato de las desventuras de Abelardo y Eloísa (...)
Voltaire, a la edad de 79 años, a Cailleau en 1774.

### La corriente romántica
- A principios del romanticismo, en 1807, un monumento neogótico se construyó en honor a los amantes. Esta monumento se transportó entre el 16 de junio y el 8 de noviembre de 1817 al cementerio del Este en París.
- En 1836, A. Creuzé de Lesser, antiguo prefecto de Montpellier, traduce el poema LI de la vida y de las desgracias de Eloísa y Abelardo publicada con su traducción de "Romances del Cid"
- En 1836, Victor Cousin, academicista, vuelve a dar luz a Eloísa y rehabilita los estudios abelardianos.[101]
- En 1839, François Guizot, exministro de la Educación nacional, publica el ensayo póstumo de su primera mujer, Pauline de Meulan, en el prefacio de la primera edición de gran difusión de 'Lettres d'Abailard et d'Héloïse en versión original y en dos volúmenes ilustrados por el artista Jean Gigoux.[102]
- En el mismo año, el colibrí de Eloísa recibe su nombre de los ornitólogos René Primevère Lesson y Adolphe Delattre.
- El jardinero de rosas Jean-Pierre Vibert crea en 1845 La rose Héloïse.
- Durante el romanticismo, Lamartine publica en 1859 un Héloïse et Abélard.
- Charles de Rémusat, biógrafo de Abelardo, escribe en 1877 un drama[103] representando la historia de éste.

### Novelas modernas
- H. J. Waddell, Peter Abelard: a novel, Constable & Co., Londres, 1933.
- M. Meade, Stealing Heaven: The Love Story of Heloise and Abelard, William Morrow & Co., Nueva York, 1979.
- Luise Rinser, Abaelards Liebe, S. Fischer Verlag, Francfort-sur-le-Main, 1991.
- Christiane Singer, Une Passion. Entre ciel et chair., Albin Michel, Paris, 2000.
- Heresy, Forge Books, New York, 2002 ISBN 0-765-30246-2, dos de las diez novelas policiacas cuya heroína, Catherine Le Vendeur, es una novicia de la Abadía del Paraclet que va en busca de Eloísa, Abelardo y Astralabe.
- Sh. Newman, Death Comes As Epiphany, Forge Books, Nueva York, 1993 ISBN 0-312-85419-6.
- Jean Teulé, Héloïse, ouille !, éditions Julliard, 2015.
- Dario Fo, Amour et Dérision, éditions Fayard, 2010, ISBN 978-2-213-63735-8. (en italiano L'amore et lo sghignazzo, éd. Ugo Guanda, Parme, 2007). Uno de los cinco relatos de Dario Fo, premio Nobel de literatura italiano, que cuenta la historia de Eloísa y Abelardo.

### En escena
Cine
- Clive Donner, Stealing Heaven, 1988, basado en la novela de Marion Meaded.
- Spike Jonze, Being John Malkovich, 1999. Un espectáculo de marionetas pone en escena a Eloísa y Abelardo.

Televisión
- La historia de Eloísa y Abelardo se aborda en dos episodios de la serie de televisión Los Soprano (quinta temporada, sexto episodio, 2004 y sexta temporada, undécimo episodio, 2006).

Musicales
- Abelard & Heloise, comedia musical,
  - creado por el Teatro Brooks Atkinson en el Ahmanson Theatre, Los Ángeles, 1971.
- E. Garzilli, Rage of the Heart, poema musical, 1989.
  - creado en el Veterans Memorial Auditorium, Providence, del 24 al 27 de abril de 1997.
- R. Fiddes, libreto de P. Kavanagh, Abelard and Heloise, drama musical en dos actos, 1997.
- Ahmed Essyad, libreto de Bernard Noël, Héloïse et Abélard, ópera en tres actos
  - creado por la Ópera del Rin, Mulhouse, 6 de octubre del 2000 y más tarde en théâtre du Châtelet, mayo del 2001.
- Stephen Paulus, livret de Frank Corsaro, Heloise and Abelard, ópera en tres actos,
  - creado en el Julliard Theatre para la Julliard School, Nueva York, los días 24, 27 y 29 de abril del 2002.
- T. Polum, libreto G. Cullen, Heloise and Abelard, comedia musical basado en la novela de Helen Waddell.
  - creada por la Roundabout Theatre Company en el Studio 54, Broadway, los días 6, 7 y 11 de noviembre del 2003.

Teatro
- Charles de Rémusat, Abélard, Paris, 1877.
- Ronald Millar, Abelard and Heloise, 1970, basado en la novela de Helen Waddell.
- J.-P. Muller, La Coupe d'amour d'Héloïse et Abélard,
  - creado en el teatro del Peuplier noir, Colombes, 2001.
- Catherine Galinier, Une passion entre ciel et chair, obra de un solo personaje, basada en la novela de Christiane Singer, 
  - creada por la Compagnie du Loup blanc, Albi, 2004.
- Ch. Willemez, Entre ciel et chair, basado en la novela de Christiane Singer,
  - creada en Vallet, el 19 de enero de 2006, representado en el Vienna's English Teatre, Viena, el 23 de febrero de 2006 y en el théâtre du Gymnase, Paris, del 29 de octubre al 31 de diciembre de 2006.
- Howard Brenton, Extremis, Universidad de California, Davis (Californie), agosto del 2006.

Ballet

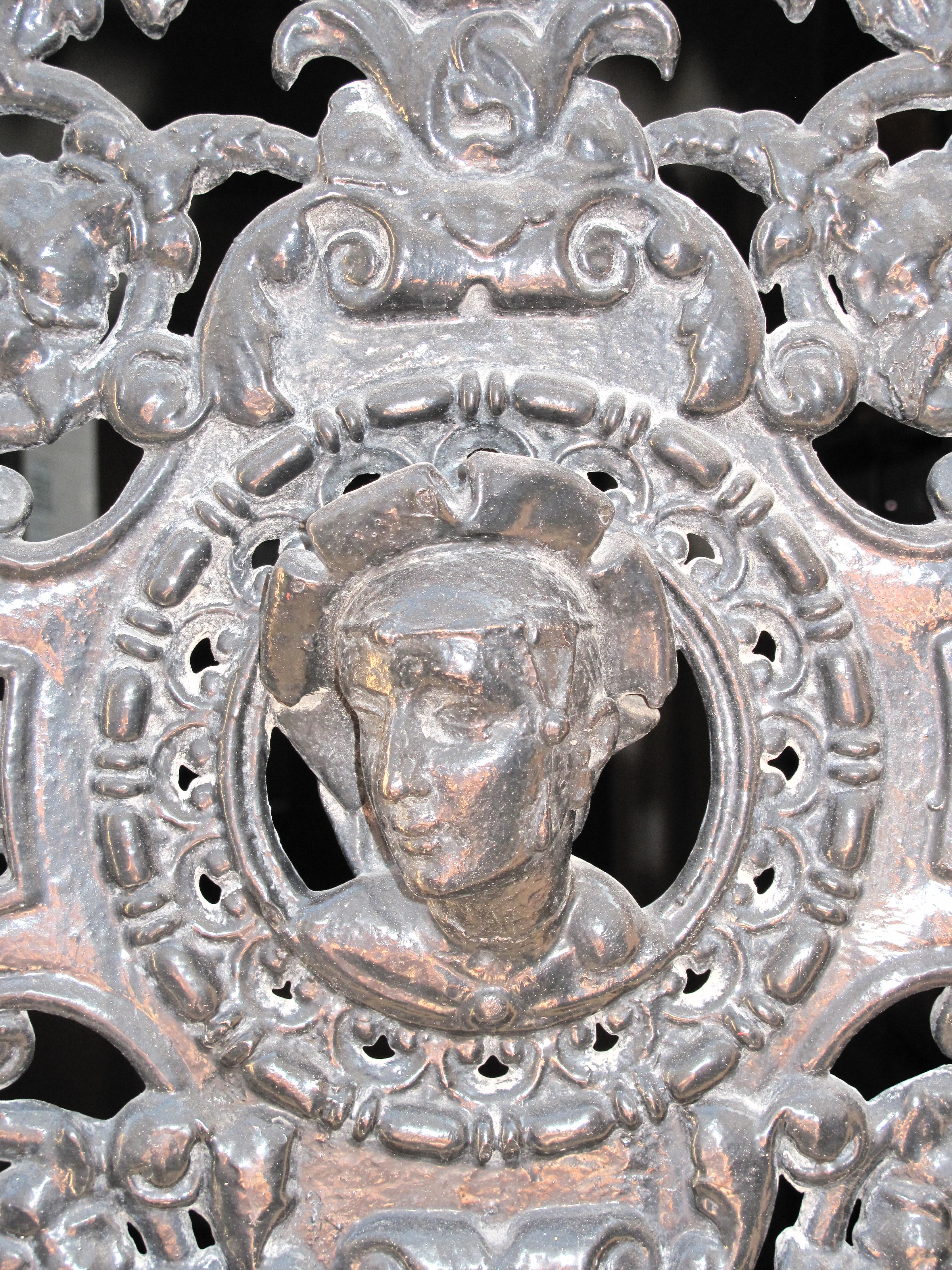
Eloísa en hierro forjado representada con un peinado renacentista sobre la puerta del número 3 bis de la rue d'Athènes.

- Pascale Houbin y Dominique Boivin, Bonté divine, 2003.

Canciones modernas
- Yvette Guilbert, Héloïse et Abélard.
- Third Ear Band, Abelard and Heloise, Harvest Records, 1970.
- Claire Pelletier, Mon Abélard, mon Pierre, en Murmures d’histoire, 1996.
- M.-A. Rétif, música de Jo Akepsimas, Héloïse et Abélard, en Les mots difficiles, éditions Bayard musique, 1983.
- Frank Black, Héloïse, en The Devil’s Workshop, n.º 8, août 2002.
- Marc Chabot, música de Pierre Duchesne, Mon Abélard, mon Pierre, interpretada por Claire Pelletier, éditions du Chevalier perdu, Montréal, octubre de 2002.
- Seventh Angel, Abelard and Heloise, en The Dust of Years, n.º 5, junio de 2009.

### Música moderna
- Jeffrey Lewis, Epitaph for Abelard and Heloïse, concerto, Campion Records, abril de 2004, 17' 57.

### Exposiciones
Asociación cultural Pierre Abélard, Pierre Abélard et Héloïse, Centre des congrès de Nantes, 3 y 4 de octubre de 2001.

### Monumentos y esculturas
Héloïse, à ce nom, qui ne doit s'attendrir?
Comme elle sut aimer! Comme elle sut souffrir!
 Eloísa, ¿quién no debería enternecerse al oír este nombre?
¡Cömo supo amar! ¡Cómo supo sufrir!

Dístico elegiaco de Antoine Pécot grabado por François-Frédéric Lemot en 1813 en la entrada de la Gruta de Eloísa.

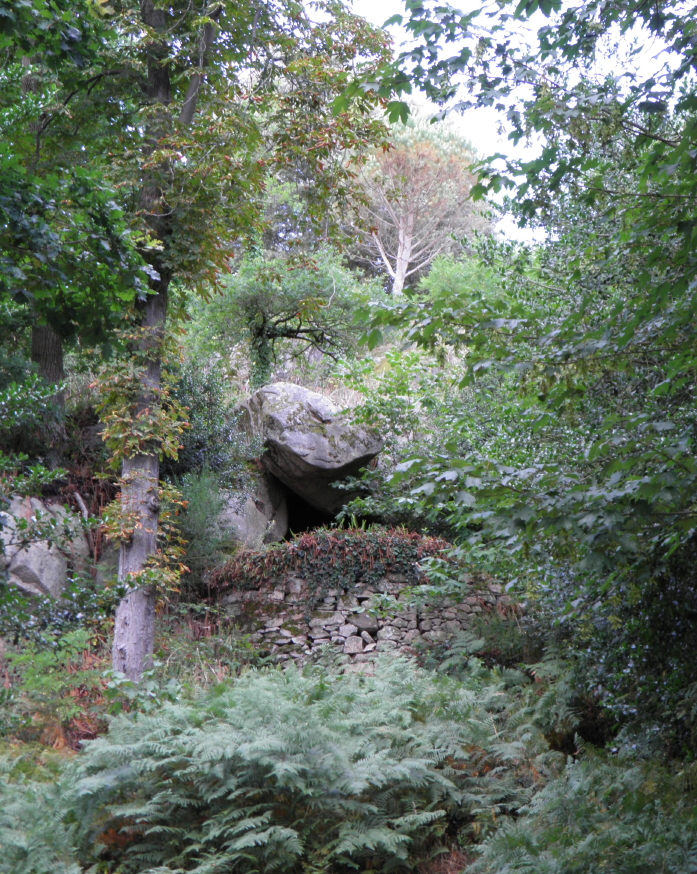
Gruta de Eloísa en Clisson, lugar salvaje de inspiración para los románticos.

- An., Capitel del pilar central de una de las salas de la Conciergerie, Paris, ca. 1310.[105]
- Alexandre Lenoir, Tombeau d'Héloïse et Abélard, Division VII, Cementerio del Père-Lachaise, 1807
(primera calle a la derecha entrando por el boulevard de Ménilmontant, estación de metro Philippe Auguste).
- François-Frédéric Lemot, Grotte d'Héloïse, en parc de la Garenne, Clisson, 1813.
- An., Tombeau d’Héloïse et d’Abélard, en bronce patinado, H. 37 cm., 18 x 13,7 cm., inv. 17434, Museo de las Artes Decorativas, ca. 1820-1840.
- An., Tímpano de una ventana de la fachada, Quai aux Fleurs n.º 11, París, 1839.[106]
- An., Motivos en hierro forjado en algunas puertas parisinas.[107]
- Michel Levy, Statues d'Héloïse et Abélard, entrada de la mediateca « Astrolabe », 25 rue du château en Melun, 2004, 3,50 m.
- B. & S. Hassan Courgeau, Bronzes d'Héloïse et Abélard, Association culturelle Pierre Abélard, Le Pallet, 2011, 2,25 m.

### Pinturas e ilustraciones
- Angelica Kauffmann, Les Adieux d'Héloïse à Abélard, óleo sobre tela, Museo del Hermitage, San Petersburgo,[108] 1780.
- Jean-Antoine Laurent, Héloïse embrassant la vie monastique, óleo sobre madera, 57,5 x 35,5 cm., inv. 1906/1907, n.° 58, Napoleonmuseum, Arenenberg, 1812.
- Robert Lefèvre, Héloïse, 1819.
- Jean Vignaud, Les Amours d'Héloïse et d'Abélard, 1819.
- Jean-Baptiste Mallet, Héloïse à l’abbaye du Paraclet, óleo sobre tela, 27 x 22 cm., Museo Fragonard de Alfort, Grasse, ~1820.
- Jean Gigoux, dos grabados, Le Baiser y Héloïse avec son enfant, en E. Oddoul, Lettres d'Abailard et d'Héloïse, E. Houdaille, París, 1839.
- Raymond Quinsac Monvoisin, Eloisa en el sepulcro de Abelardo, óleo sobre tela, 141 × 86 cm., MNBA, Buenos Aires, 1842.
- Pedro Américo, O voto de Heloísa, óleo sobre tela, 150 × 104 cm., Museo Bacional de Belas artes, Río de Janeiro, 1880.
- Edmund Blair Leighton, Abelard and his Pupil Heloise, 1882.
- Daniel Vierge, Abelard lisant Ovide à Héloïse, grabadp.
- Fernand Cormon, L’université de Paris : Héloïse et Abélard, tela encolada, Galería Norte, Petit Palais, Paris, 1911.
- P. Dauce, Placa conmemorativa del noveno centenario del nacimiento de Pedro Abelardo, cerámica, donjon de Pallet, Association culturelle Pierre Abélard, Le Pallet, 1979.
- An., Héloïse en medallón en un sello postal de un franco veinte más treinta céntimos conmemorando los mil años del nacimiento de Abelardo, La Poste, Paris, 1979.

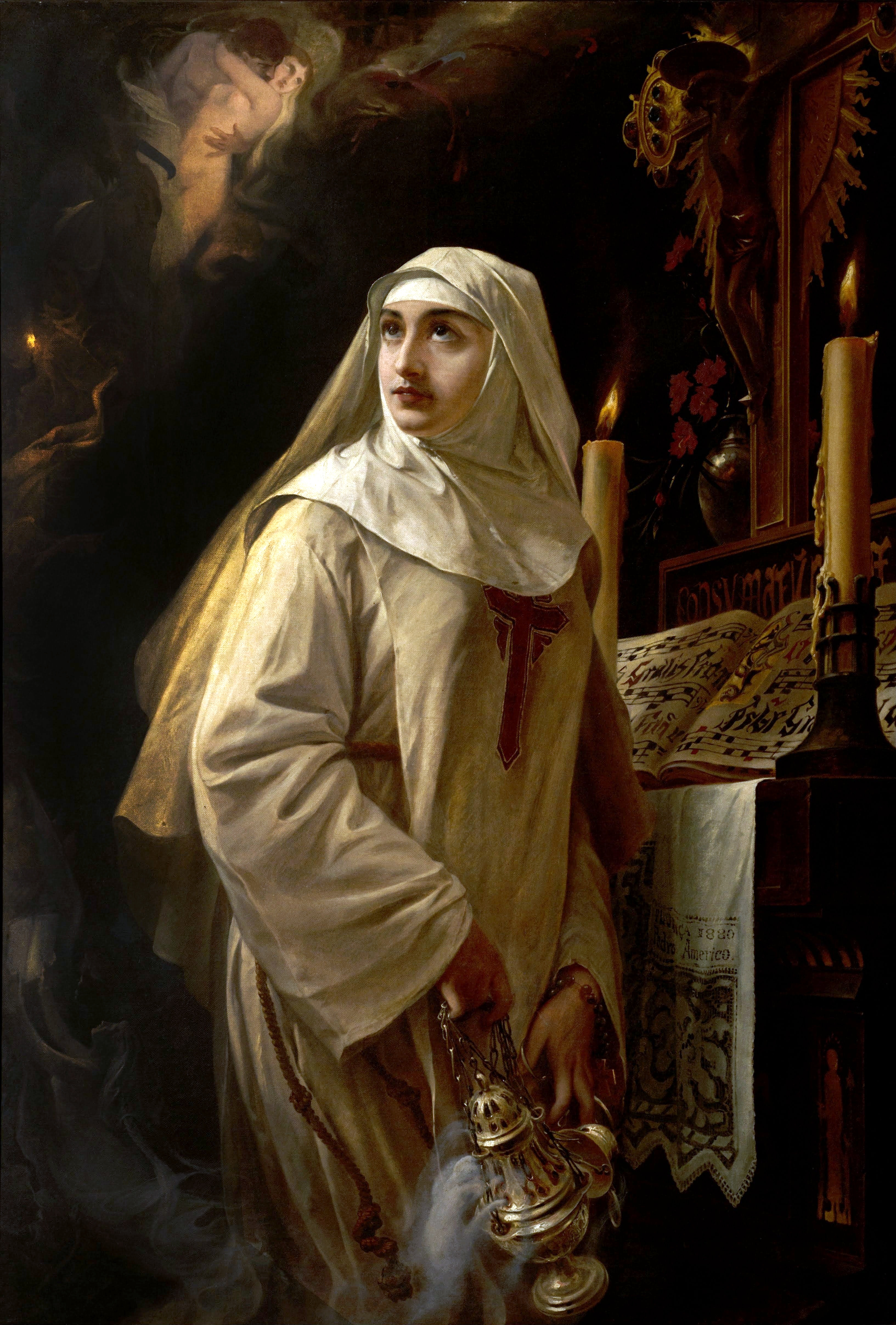
Le Vœu d'Héloïse pintado por Pedro Américo, amigo de Victor Cousin, en 1880.

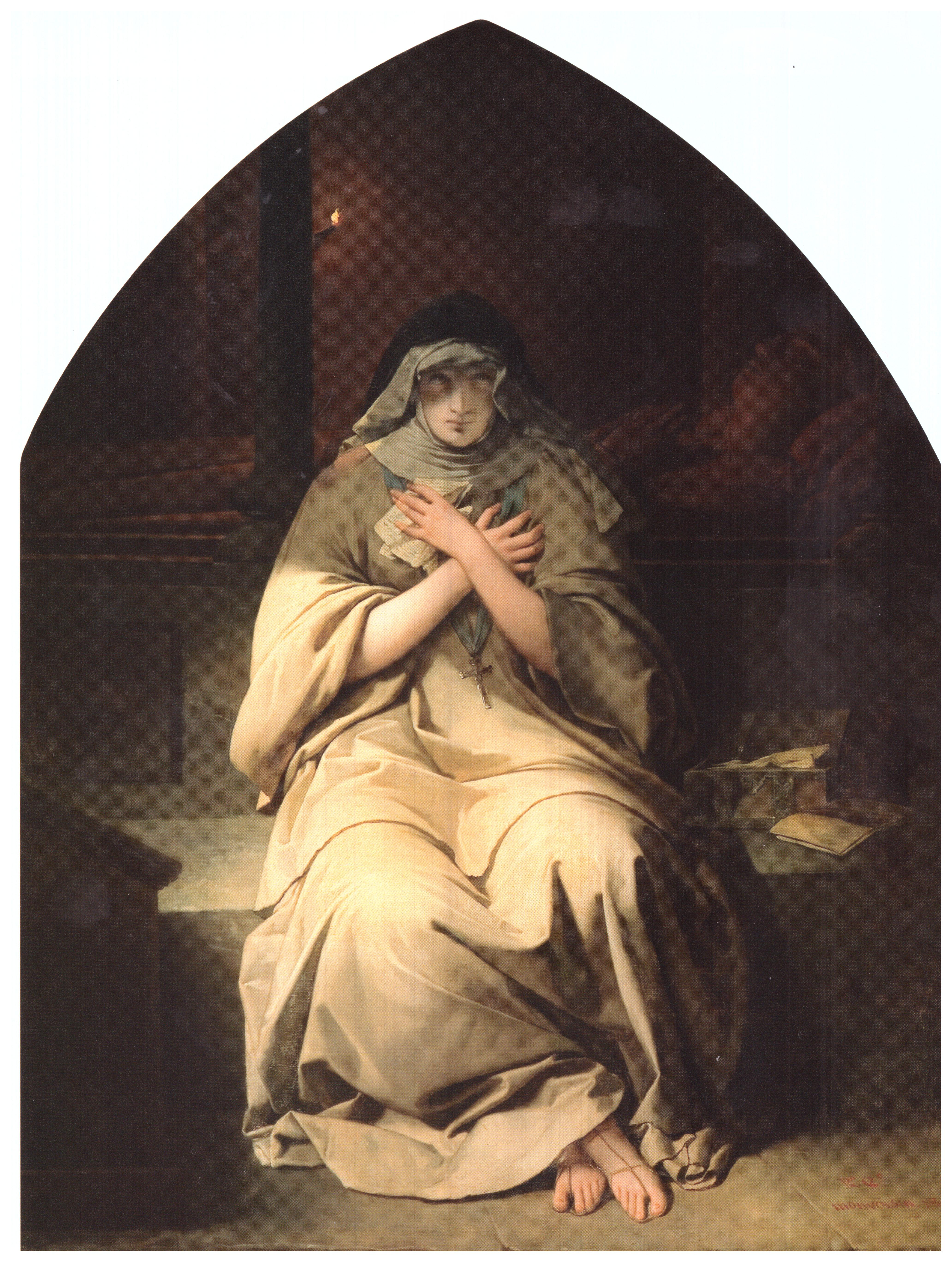
Héloïse dans le tombeau d'Abelard, pintado en 1842 por Monvoisin, amigo francés del cónsul del Reino de Cerdeña en Buenos Aires, Henri Picolet d'Hermillon.

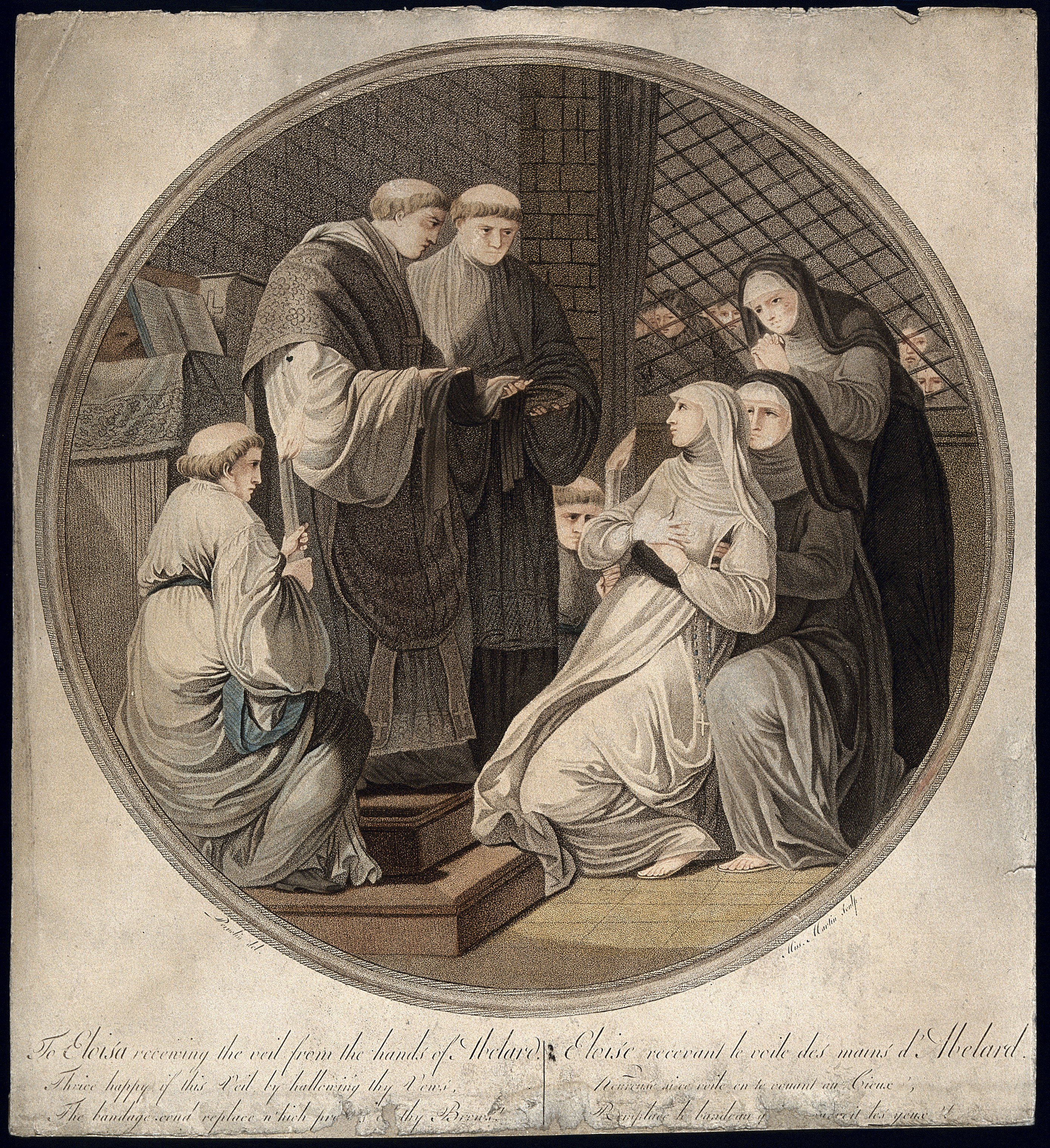
Eloisa receiving the veil from the hands of Abelard., grabado del.

### Reliquias

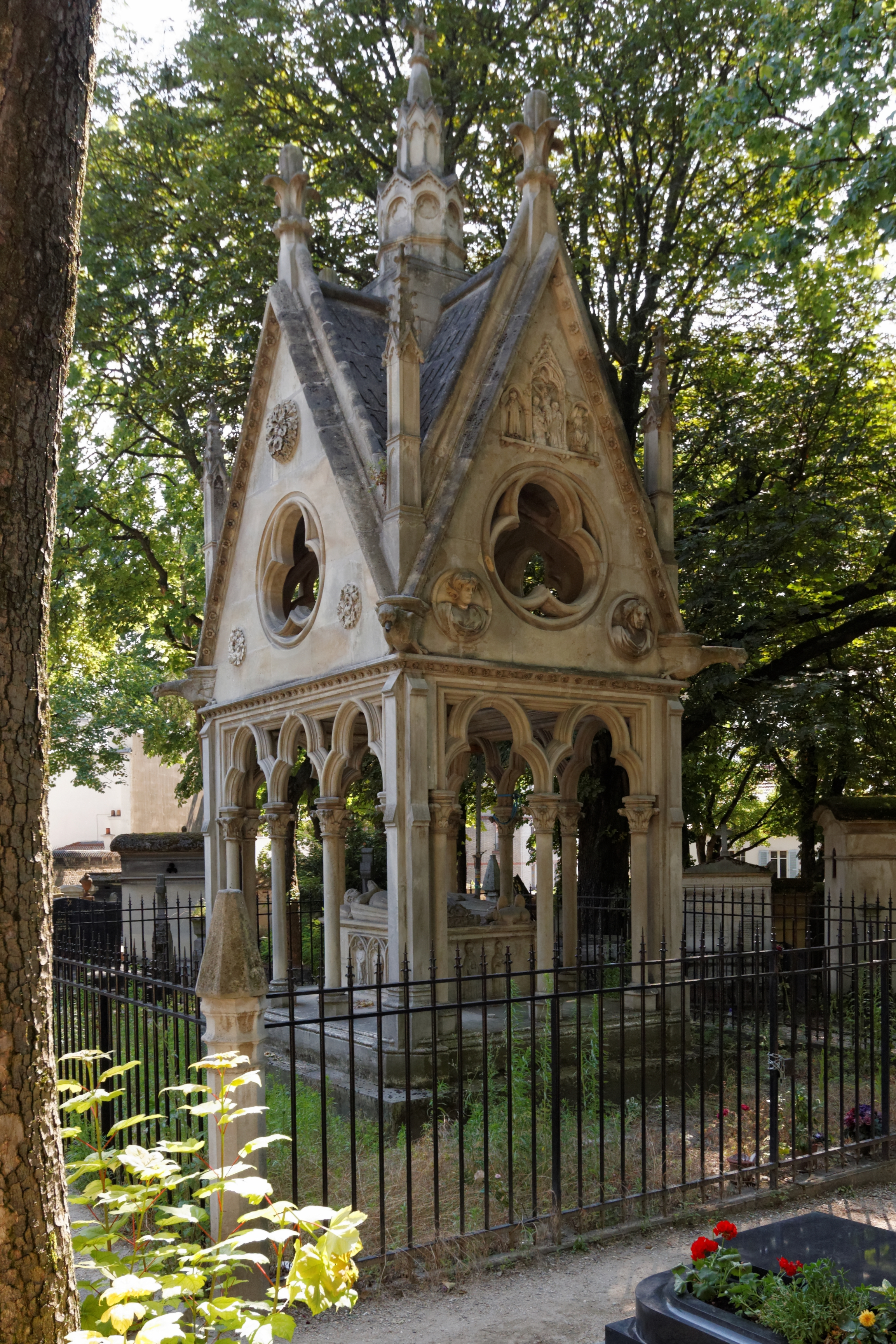
Tumba de Eloísa y Abelardo realizada en 1807 por Alexandre Lenoir y trasladada al cementerio Cementerio del Père-Lachaise el 16 de junio de 1817.
« Si l’on vous prouve qu’il est faux, s’écrier : "Vous m’ôtez mes illusions". »,.

- Un diente y una falange del relicario de Alexandre Lenoir,[111] Archivos nacionales de Francia, París, 2006.
- Fragmentos de hueso de Eloísa y Abelardo, extraídos de sus tumbas en la Abadía del Paraclet en Reliquaire de Vivant Denon, museo Bertrand, Châteauroux.[112]
- Hueso de Eloísa o de Abelardo cogido de su tumba, en Reliquaire d'Albert Lenoir, musée du vignoble nantais, Le Pallet.
- Restos de Eloísa y de Abelardo recogidos en la tumba en 1816 por monsieur Alexandre Lenoir, administrados del museo, en Reliquaire Sand, musée du vignoble nantais, Le Pallet.
- Un diente en un anillo de 1779,[113] desaparecido.
- El espejo metálico de Eloísa, conservado hasta 1792 en la Abadía del Paraclet, después extraviado por los herederos de Dom Cajot, último confesor de esta casa. Abelardo habría hecho de este espejo la imagen de la mujer, espejo del alma para el hombre que la contempla.[114]

### Anécdota
- El matemático y teólogo Wilfrid Hodges, en su exposición del método del viene y va, de Eoland Fraïssé,[115] hace referencia a Eloísa y Abelardo como representación gráfica de este método utilizado en informática en honor a Abelardo, que fue lógico

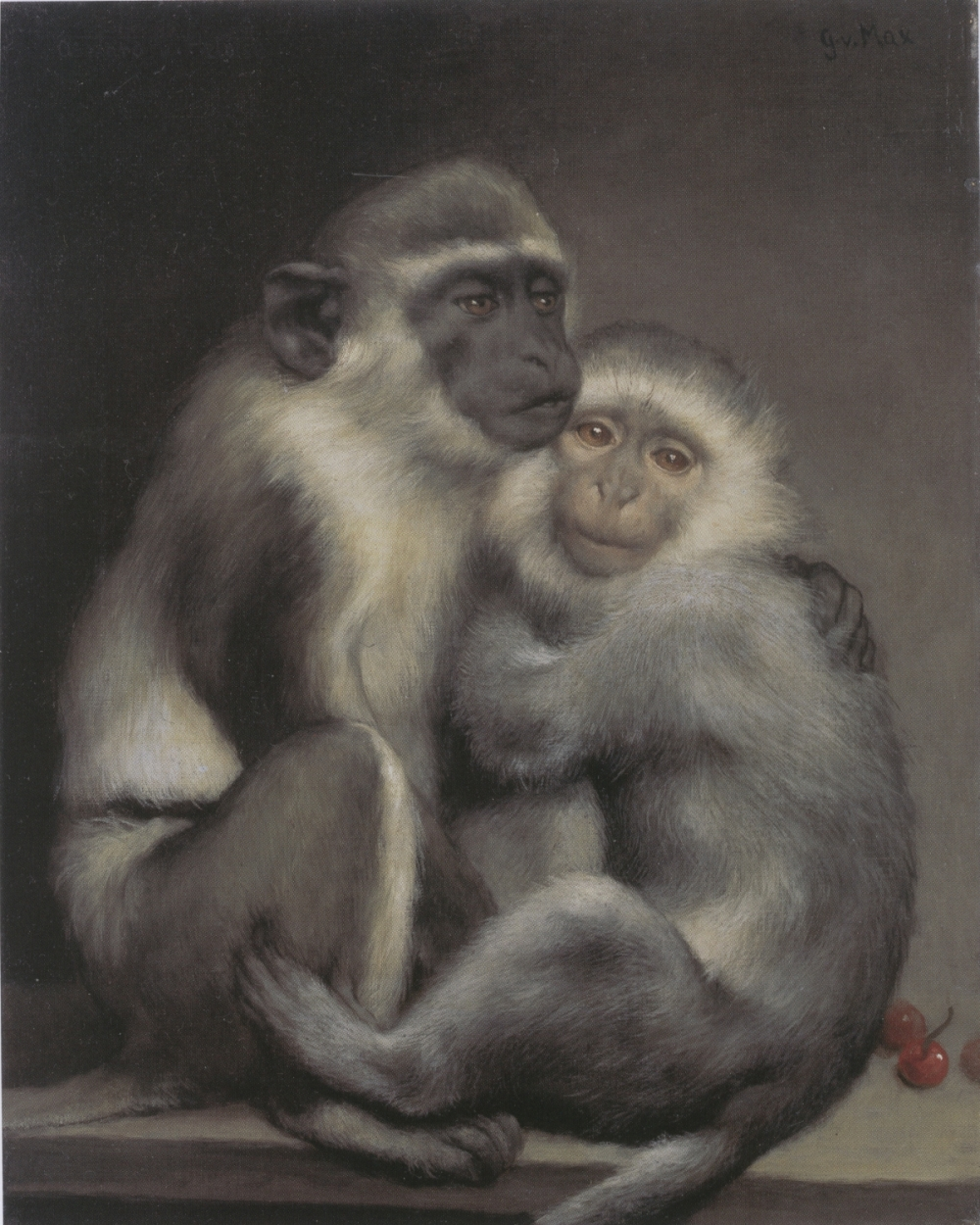
G. von Max, Abelard u. Heloise, óleo sobre tela, 41 x 36 cm., Ammerland am Starnberger See, ca. 1905.

### A través de Abelardo
- Abélard, Historia calamitatum mearum, 1132,
  - en J. Monfrin, Historia calamitatum, Vrin, París, 1978.
- Bernard de Clairvaux, Lettres CLXXXVII en CXCV, 1140-1141,
  - en L. Charpentier, Obras completas de saint Bernard, Librairie Louis de Vivès éd., París, 1866.
    - La carta CXC es la carga contra las Herejías de Pedro Abelardo.
    - La carta CXCIV es el reescrito dictado al papa Inocencio II..
- François d'Amboise, Apologetica praefatio pro Petro Abaelardo, Nicolas Buon impr., Paris, 1616,
  - en Jacques Paul Migne, Patrologia Latina, vol. CLCCVIII, p.|71-104, Le Petit Montrouge éd., París, 1853.
- Lettres de Foulques de Deuil, Bérenger de Poitiers, Roscelin
  - en L. Stouff, Héloïse et Abélard - Lettres, 10/18, París, 1964.

### Cartas de Eloísa a Abelardo
Cartas anteriores tituladas Epistolae duorum amantium
- Lettres des deux amants, attribuées à Héloïse et Abélard, traducidas y presentadas por Sylvain Piron, texto francés seguido del texto en latín establecido por Ewald Könsgen, éditions Gallimard, 2005 ISBN 2-07-077371-X.

Letras posteriores llamadas Correspondance.
- L. Stouff, Héloïse et Abélard - Lettres, 10/18, París, 1964.
- Abélard et Héloïse, éd. E. Bouyé, Correspondance, coll. « Folio », Gallimard, Paris, 2000 ISBN 2-07-041528-7.
  - Lettre I : Histoire des malheurs d'Abélard adressé à un ami (Historia de las desgracias de Abelardo dirigidas a un amigo),
  - lettre II : Héloïse à Abélard (Eloísa a Abelardo),
  - lettre III : Abélard à Héloïse (Abelardo a Eloísa),
  - lettre IV : Réponse d'Héloïse à Abélard, (Respuesta de Eloísa a Abelardo),
  - lettre V : Réponse d'Abélard à Héloïse (Respuesta de Abelardo a Eloísa),
  - lettre VI : Réponse d'Héloïse à Abélard (Respuesta de Eloísa a Abelardo),
  - lettre VII : Réponse d'Abélard à Héloïse (Respuesta de Abelardo a Eloísa),
  - lettre VIII : Abélard à Héloïse (Abelardo a Eloísa).
  - Lettres d'Abélard et Héloïse; éd; y traducción de E. Hicks et Thérèse Moreau; Le livre de poche; Librairie générale française; Paris; 2007
- Abélard-Héloïse, éd. François d'Amboise, trad. R. Oberson, Correspondance. Lettres I-VI., Hermann, París, 2008, 191 p.

### Cartas de Pedro el Venerable a Eloísa
- En Lettres d'Abélard et Héloïse, éd. E. Hicks & Th. Moreau, Le livre de poche Librairie générale française, numéro 4572, Paris, 2007, 567 p.

### Estudios sobre Eloísa
Evocación romántica como personaje secundario.
- François Guizot & E. Guizot, Essai historique, in Lettres d'Abailard et d'Héloïse, E. Houdaille, París, 1839, réed. Abailard et Héloïse : essai historique, Didier libr., París, 1853.
- Victor Cousin, P. Abaelardi de intellectibus, in Fragments philosophiques, t. II, Ladrange, París, 1840.
- Moriz Carrière, Einleintung, in Abaelard und Heloise : ihre Briefe und die Leidensgeschichte, p. 1–99, Ricker, Giessen, 1844.
- Ch. de Rémusat, Abélard - Sa vie, sa philosophie et sa théologie, vol. I & II, Didier libr., París, nouv. éd. 1855.

Les débats d'avant-guerre.
- B. Le Barillier, La Passion d'Héloïse et d'Abélard, Société d'éditions littéraires et artistiques, París, 1910.
- M. de Waleffe, Héloïse, amante et dupe d'Abélard. (La fin d'une légende), Éditions d'art et de littérature Richardin, París, 1910, 218 p.[1]
- Ch. Charrier, Héloïse dans l'histoire et dans la légende Champion, París, 1933, 688 p., réed. Slatkine, Genève, 1977.
- Étienne Gilson, Héloïse et Abélard, éditions Vrin, París, 1938, réed. 1978.

Los hermenéuticos de finales del siglo XX.
- Y. Jeandet, Héloise : L'amour et l'absolu, éd. Rencontre, Lausanne, 1966.
- Emmanuèle Baumgartner, De Lucrèce à Héloïse, remarques sur deux exemples du Roman de la Rose, Romania, número 95, p. 433-442, 1974.
- Jeanne Bourin, Très sage Héloïse, éditions de La Table ronde, 1982.
- Georges Duby, Dames du XIIe, Héloïse, Aliénor, Iseut et quelques autres., chapitre III, Gallimard, París, 1995.
- J. Verger, L'Amour castré. L'histoire d'Héloïse et Abélard, éditions Hermann, París, 1996.
- A. Willock, Abélard, Héloïse et le Paraclet, Librairie Bleue, Troyes, 1996, 218 p.
- Michael Clanchy, Abelard - A Medieval Life, Blackwell Publishers, Oxford, 1997,
  - trad. Abélard, coll. « Grandes biographies », éditions Flammarion, París, 2000.
- W. Robl, Heloïsas Herkunft: Hersindis Mater, Olzog, Munich, 2001 ISBN 3-7892-8070-4.
- W. Robl, Hersindis Mater. Neues zur Familiengeschichte Heloisas mit Ausblicken auf die Familiengeschichte Peters Abaelard, in U. Niggli, Abaelard. Werk, Leben, Wirkung, Forschungen zur europäischen Geistesgeschichte número 4, p. 25–90, Verlag Herder, Fribourg-en-Brisgau, 2003 ISBN 3-451-28172-4.

La vuelta al texto.
- Pierre Bayle & Roland Denise Oberson, Article Héloïse, in Personnages de l'affaire Abélard et considérations sur les obscénités, p. 181-218, L'Âge d'homme, Lausanne, 2002.
- Roland Denise Oberson, La Héloïse forcée, L'Âge d'homme, Lausanne, 2004.
- Guy Lobrichon, Héloise, l'amour et le savoir, Gallimard, 2005.
- Constant Mews, Abelard and Heloise, Oxford University Press Inc., New York, 2005, 308 p.
- Constant Mews, "La voix d'Héloïse", un dialogue de deux amants., Le Cerf, París, 2005.
- Constant Mews|, Heloise, in A. Minnis & R. Voaden, Medieval Holy Women in the Christian Tradition c.1100-c.1500, vol. I, Brepols, Turnhout, 2010, ISBN 978-2-503-53180-9.
- S. Piron, Autour d'Héloïse, in Dossier pour l’obtention de l’habilitation à diriger des recherches : recherches d'histoire intellectuelle des sociétés médiévales, vol. IV Poésie et prophétie, I, p. 6-114, université d'Orléans, Orléans, septiembre del 2010.
- S. Piron (en), "Heloise’s literary self-fashioning and the Epistolae duorum amantium", dans Lucie Doležalová (éd.), Strategies of Remembrance. From Pindar to Hölderlin, Newcastle-upon-Tyne, Cambridge Scholars Publishing, 2009, p. 103-162.
- Roland Denise Oberson, Abélard et Héloïse. À singulière esclave, maître spécial, éditions Hermann, 2010, 994 p.
- F. Oudin, Héloïse et Abélard. Amants, époux, religieux., in Maris et femmes, Questes, número 20, p. 38-53, Sorbonne, París, 2011.
- John O. Ward & Neville Chiavaroli,The young Heloise and Latin rhetoric: some preliminary comments on the “lost” love-letters and their significance in Bonnie Wheeler (ed.), Listening to Heloise: the voice of a twelfth century woman, New York, U. S. A, St. Martin’s Press, 2000, p. 53-119.